# Österreichischer Fußball-Cup 2010/11

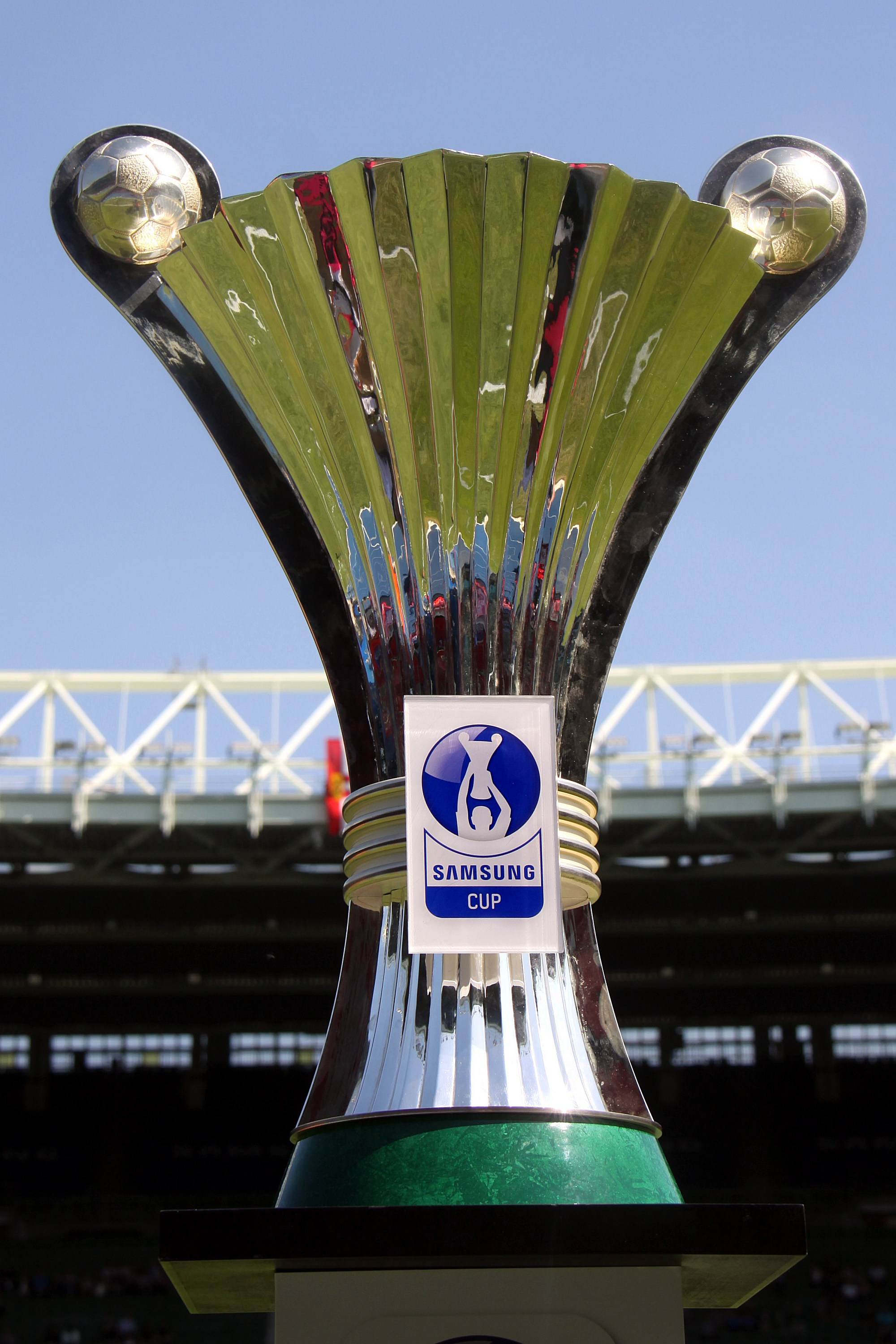
Trophäe des ÖFB-Cups seit 2004.

Der Cup des Österreichischen Fußball-Bundes wurde in der Saison 2010/11 zum 76. Mal ausgespielt. Die offizielle Bezeichnung des Wettbewerbs lautete nach dem Rückzug des bisherigen Bewerbssponsors, der Brauerei Stiegl, vorerst nur noch „ÖFB-Cup“, ehe im April 2011 die Samsung Electronics Austria GmbH als Sponsor gewonnen werden konnte. Er stand unter dem Motto „Tore für Europa“. Titelverteidiger war der SK Sturm Graz.
Der Sieger – die SV Ried, die sich im Finale mit 2:0 gegen den SC Austria Lustenau durchsetzte – war berechtigt, an der dritten Qualifikationsrunde zur UEFA Europa League 2011/12 teilzunehmen.
Alle Endspiele im ÖFB-Cup sind in der Liste der ÖFB-Cupendspiele zu finden.
Die Spiele des ÖFB-Cups waren nicht nur eine Frage des Prestiges, sondern auch ein Kampf um Preisgelder. So erhielten die Teilnehmer der zweiten Runde 4.000 Euro Antrittsgeld. Im Achtelfinale erhielten diese 8.000 Euro, im Viertelfinale 25.000 Euro und im Halbfinale 40.000 Euro. Die beiden Endspielteilnehmer werden mit 120.000 Euro belohnt. Dazu kamen die Werbeeinnahmen und die geteilten Zuschauereinnahmen.

## Modus
Der ÖFB-Cup wird im K.-o.-System ohne Rückspiel ausgetragen. Bei einem Unentschieden nach 90 Minuten folgt eine Verlängerung von zweimal 15 Minuten. Steht danach noch immer kein Sieger fest, wird die Begegnung im Elfmeterschießen entschieden.

### Terminkalender
- Vorrunde: Die Spiele waren bis 1. August 2010 auszutragen
- 1. Runde: 14./15. August 2010
- 2. Runde: 18./19. September 2010
- Achtelfinale: 9./10. November 2010
- Viertelfinale:  19./20. April 2011
- Halbfinale: 3./4. Mai 2011
- Finale: 29. Mai 2011

### Auslosung
In den ersten beiden Hauptrunden wurden bevorzugt Bundesligavereine (Bundesliga und Erste Liga) gegen Vereine der Landesverbände, ab der dritten Runde alle Teams aus einem Topf gelost.
Wurde ein Verein eines Landesverbandes gegen einen Bundesliga-Verein gelost, hatte bis zur dritten Hauptrunde der Landesverbandsverein immer Heimrecht. In allen anderen Fällen hatte der bei der Auslosung zuerst gezogene Verein Heimrecht.

## Vorrunde
Folgende 68 Vereine spielen in der Vorrunde um den Aufstieg in die erste Hauptrunde:
| Wiener Fußball-Verband (8) | Niederösterreichischer Fußballverband (11) | Burgenländischer Fußballverband (7)                                                                                   |
| --- | --- | --- |
| - 1. Simmeringer SC - Favoritner AC - FC Stadlau - Admira Technopool - FK Austria Wien II - FAC Team für Wien - Wiener Sportklub - SK Rapid Wien II                         | - FC Waidhofen/Ybbs - FC Admira Wacker Mödling II - SV Horn - SV Gaflenz - SC Zwettl - SV Würmla - 1. SC Sollenau - SKU Amstetten - FC Mistelbach - SC Retz - SV Langenrohr               | - SV Neuberg - ASKÖ Stinatz - SV Stegersbach - UFC Purbach - ASK Horitschon - SV Mattersburg II - USC Wallern         |
| Oberösterreichischer Fußballverband (10) | Steirischer Fußballverband (10) | Kärntner Fußballverband (6)                                                                                           |
| - Union St. Florian - SG SV Neuhofen/SV Ried II - LASK Linz II - Union Dietach - SV Sierning - Union Vöcklamarkt - FC Wels - FC Pasching - FC Blau-Weiß Linz - SV Bad Ischl | - USV Allerheiligen - DSV Leoben - Grazer AK - SV Gleinstätten - SK Sturm Graz II - ASK Voitsberg - SC Weiz - SV Bad Aussee - SVL Flavia Solva - SG Austria Kapfenberg/Kapfenberger SV II | - SVG Bleiburg - SV Feldkirchen - SPG SC St. Stefan/SK Austria Klagenfurt - FC Lendorf - SK Treibach - SAK Klagenfurt |
| Salzburger Fußballverband (6) | Tiroler Fußballverband (6) | Vorarlberger Fußballverband (4)                                                                                       |
| - TSV Neumarkt - SV Seekirchen - TSV St. Johann - Red Bull Juniors - SV Austria Salzburg - UFC SV Hallwang                                                                  | - WSG Wattens - SPG Axams/Götzens - SVG Reichenau - SC Schwaz - FC Union Innsbruck - FC Wacker Innsbruck II                                                                               | - FC Dornbirn 1913 - FC Hard - FC Höchst - SCR Altach II                                                              |

### Spiele der Vorrunde

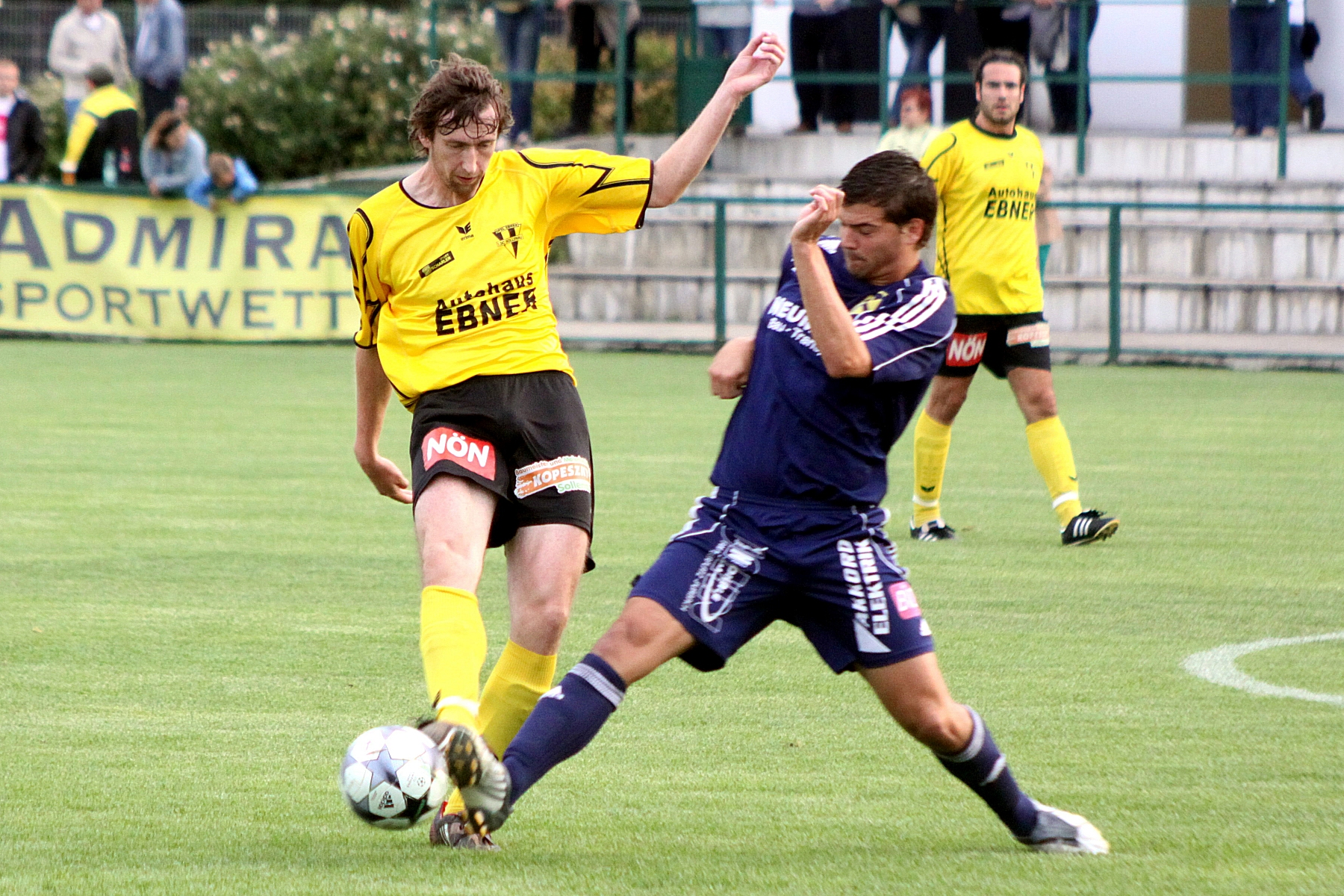
Szene vom Spiel 1. SC Sollenau gegen UFC Purbach: Christian Banovits (links) im Zweikampf mit Christoph Wagentristl

Die Auslosung für die Vorrunde wurde am 7. Juli 2010 vom ÖFB durchgeführt. Die 34 Spiele der Vorrunde waren bis spätestens 1. August 2010 auszutragen.
In den 34 Spielen kam es zu 6 Vergleichen zwischen Vereinen der Landesliga, zu 11 Duellen zwischen Vereinen der Regionalliga und zu 17 Paarungen zwischen Vereinen der Landesliga und der Regionalliga, wobei 14 Siege an Regionalligaklubs und 3 Siege an Landesligamannschaften gingen. Somit konnten sich 25 Vereine der Regionalliga und 9 Landesligamannschaften für die erste Hauptrunde qualifizieren. Von den zweiten Mannschaften der Bundesligavereine schied nur der FC Admira Wacker Mödling II aus.
Den höchsten Sieg erzielte die SPG Austria Kapfenberg/Kapfenberger SV II, die den SVL Flavia Solva auswärts mit 6:0 Toren bezwang. Bemerkenswert war dabei, dass alle sechs Treffer in der zweiten Spielhälfte fielen. Mit jeweils 5:0 Toren konnten der FC Wacker Innsbruck II gegen den SC Schwaz und der SK Rapid Wien II gegen Admira Technopool die höchsten Heimsiege feiern. Letzteres Spiel verdient aber auch dadurch hervorgehoben zu werden, da Admira Technopool aufgrund dreier gelb-roter Karten das Spiel mit nur acht Spielern beenden musste.
| Datum      | Liga | Liga | Liga | Heimmannschaft | | Gastmannschaft | Ergebnis |
| ---------- | --- | --- | --- | --- | --- | --- | --- |
| 23.07.2010 | LL | – | RL | SVG Bleiburg | – | SPG SC St. Stefan/SK A. Klagenfurt | 0:2 (0:1) |
| 24.07.2010 | LL | – | RL | SV Bad Aussee | - | USV Allerheiligen | 0:3 strafbeglaubigt1) |
| 24.07.2010 | RL | – | RL | FC Höchst | – | FC Hard | 3:0 (1:0) |
| 24.07.2010 | RL | – | RL | SV Seekirchen | – | TSV St. Johann im Pongau | 1:0 (0:0) |
| 25.07.2010 | RL | – | RL | SK Sturm Graz II | – | SC Weiz | 2:0 (1:0) |
| 27.07.2010 | RL | – | RL | SV Austria Salzburg | – | TSV Neumarkt | 2:0 (0:0) |
| 27.07.2010 | RL | – | LL | SVG Reichenau | – | SPG Axams/Götzens | 3:0 (1:0) |
| 27.07.2010 | LL | – | RL | UFC SV Hallwang | – | FC Red Bull Salzburg II | 2:3 n. V. (2:2; 0:0) |
| 27.07.2010 | RL | – | RL | SCR Altach II | – | FC Dornbirn 1913 | 2:4 n. V. (2:2; 2:0) |
| 27.07.2010 | LL | – | RL | SK Treibach | – | SAK Klagenfurt | 0:1 (0:0) |
| 27.07.2010 | RL | – | LL | SV Feldkirchen | – | FC Lendorf | 3:1 (1:1) |
| 27.07.2010 | RL | – | RL | WSG Wattens | – | Union Innsbruck | 3:1 (2:0) |
| 27.07.2010 | RL | – | LL | FC Wacker Innsbruck II | – | SC Schwaz | 5:0 (2:0) |
| 30.07.2010 | RL | – | LL | LASK Linz II | – | Union Dietach | 2:1 (2:1) |
| 30.07.2010 | RL | – | RL | DSV Leoben | – | SV Union Gleinstätten | 2:3 (0:2) |
| 30.07.2010 | LL | – | LL | SV Stegersbach | – | ASKÖ Stinatz | 2:1 (1:1) |
| 30.07.2010 | RL | – | RL | ASK Voitsberg | – | Grazer AK | 3:2 (0:1) |
| 30.07.2010 | RL | – | LL | FC Blau-Weiß Linz | – | SV Bad Ischl | 3:1 (2:1) |
| 30.07.2010 | RL | – | LL | FC Wels | – | SPG SV Neuhofen/SV Ried II | 1:2 (0:0) |
| 30.07.2010 | RL | – | LL | SK Rapid Wien II | – | Admira Technopool | 5:0 (2:0) |
| 30.07.2010 | LL | – | LL | SVL Flavia Solva | – | SPG Austria Kapfenberg/Kapfenberger SV II | 0:6 (0:0) |
| 30.07.2010 | RL | – | RL | Union Vöcklamarkt | – | FC Pasching | 2:1 (1:0) |
| 30.07.2010 | RL | – | LL | 1. SC Sollenau | – | UFC Purbach | 2:1 (0:0) |
| 30.07.2010 | LL | – | RL | SV Langenrohr | – | SV Horn | 0:4 (0:2) |
| 30.07.2010 | LL | – | LL | SC Zwettl | – | SC Retz | 0:2 (0:1) |
| 30.07.2010 | LL | – | RL | SKU Amstetten | – | FC Admira Wacker Mödling II | 4:1 (2:0) |
| 30.07.2010 | RL | – | LL | SV Mattersburg II | – | SV Neuberg | 1:0 (0:0) |
| 30.07.2010 | RL | – | RL | Wiener Sportklub | – | FK Austria Wien II | 0:1 (0:1) |
| 30.07.2010 | RL | – | LL | Union St. Florian | – | SV Sierning | 1:3 (0:1) |
| 31.07.2010 | LL | – | LL | USC Wallern | – | ASK Horitschon | 3:1 (1:1) |
| 31.07.2010 | LL | – | LL | SV Gaflenz | – | FC Mistelbach | 3:1 (2:0) |
| 31.07.2010 | LL | – | RL | SV Würmla | – | FC Waidhofen/Ybbs | 1:6 (0:3) |
| 01.08.2010 | LL | – | LL | 1. Simmeringer SC | – | Favoritner AC | 3:4 n. V., 2:2 (0:1) |
| 01.08.2010 | RL | – | LL | FAC Team für Wien | – | FC Stadlau | 4:2 (3:1) |
| Anmerkung: | 1) Der SV Bad Aussee stellte mit 12. Juli 2010 den Spielbetrieb mit der Kampfmannschaft ein, wodurch das Spiel gegen den USV Allerheiligen nicht zur Austragung kam. Dieses wurde den Statuten entsprechend mit 3:0 Toren für den USV Allerheiligen strafbeglaubigt. | 1) Der SV Bad Aussee stellte mit 12. Juli 2010 den Spielbetrieb mit der Kampfmannschaft ein, wodurch das Spiel gegen den USV Allerheiligen nicht zur Austragung kam. Dieses wurde den Statuten entsprechend mit 3:0 Toren für den USV Allerheiligen strafbeglaubigt. | 1) Der SV Bad Aussee stellte mit 12. Juli 2010 den Spielbetrieb mit der Kampfmannschaft ein, wodurch das Spiel gegen den USV Allerheiligen nicht zur Austragung kam. Dieses wurde den Statuten entsprechend mit 3:0 Toren für den USV Allerheiligen strafbeglaubigt. | 1) Der SV Bad Aussee stellte mit 12. Juli 2010 den Spielbetrieb mit der Kampfmannschaft ein, wodurch das Spiel gegen den USV Allerheiligen nicht zur Austragung kam. Dieses wurde den Statuten entsprechend mit 3:0 Toren für den USV Allerheiligen strafbeglaubigt. | 1) Der SV Bad Aussee stellte mit 12. Juli 2010 den Spielbetrieb mit der Kampfmannschaft ein, wodurch das Spiel gegen den USV Allerheiligen nicht zur Austragung kam. Dieses wurde den Statuten entsprechend mit 3:0 Toren für den USV Allerheiligen strafbeglaubigt. | 1) Der SV Bad Aussee stellte mit 12. Juli 2010 den Spielbetrieb mit der Kampfmannschaft ein, wodurch das Spiel gegen den USV Allerheiligen nicht zur Austragung kam. Dieses wurde den Statuten entsprechend mit 3:0 Toren für den USV Allerheiligen strafbeglaubigt. | 1) Der SV Bad Aussee stellte mit 12. Juli 2010 den Spielbetrieb mit der Kampfmannschaft ein, wodurch das Spiel gegen den USV Allerheiligen nicht zur Austragung kam. Dieses wurde den Statuten entsprechend mit 3:0 Toren für den USV Allerheiligen strafbeglaubigt. |
| Legende:   | RL = Regionalliga (3. Leistungsstufe) – LL = Landesliga (4. Leistungsstufe) – L5 = 5. Leistungsstufe n. V. = nach Verlängerung – n. E. = nach Elfmeterschießen | RL = Regionalliga (3. Leistungsstufe) – LL = Landesliga (4. Leistungsstufe) – L5 = 5. Leistungsstufe n. V. = nach Verlängerung – n. E. = nach Elfmeterschießen | RL = Regionalliga (3. Leistungsstufe) – LL = Landesliga (4. Leistungsstufe) – L5 = 5. Leistungsstufe n. V. = nach Verlängerung – n. E. = nach Elfmeterschießen | RL = Regionalliga (3. Leistungsstufe) – LL = Landesliga (4. Leistungsstufe) – L5 = 5. Leistungsstufe n. V. = nach Verlängerung – n. E. = nach Elfmeterschießen | RL = Regionalliga (3. Leistungsstufe) – LL = Landesliga (4. Leistungsstufe) – L5 = 5. Leistungsstufe n. V. = nach Verlängerung – n. E. = nach Elfmeterschießen | RL = Regionalliga (3. Leistungsstufe) – LL = Landesliga (4. Leistungsstufe) – L5 = 5. Leistungsstufe n. V. = nach Verlängerung – n. E. = nach Elfmeterschießen | RL = Regionalliga (3. Leistungsstufe) – LL = Landesliga (4. Leistungsstufe) – L5 = 5. Leistungsstufe n. V. = nach Verlängerung – n. E. = nach Elfmeterschießen |

## 1. Runde

### Teilnehmer
Zusätzlich zu den 34 Siegern der Vorrunde steigen die 20 Vereine der Bundesliga und Ersten Liga, die 9 Landespokalsieger und der Verlierer des Abstiegsplayoffs der Ersten Liga in dieser Runde in den Bewerb ein.
| Bundesliga | Erste Liga | Cup-Sieger der Landesverbände |
| --- | --- | --- |
| - FC Red Bull Salzburg - FK Austria Wien - SK Rapid Wien - SK Sturm Graz - SC Magna Wiener Neustadt - SV Mattersburg - LASK Linz - SV Ried - Kapfenberger SV - FC Wacker Innsbruck                                                                                 | - FC Admira Wacker Mödling - SCR Altach - SKN St. Pölten - SC Austria Lustenau - FC Gratkorn - FC Lustenau 07 - TSV Hartberg - First Vienna FC 1894 - SV Grödig - Wolfsberger AC/SK St. Andrä                | - FC Illmitz (B) - Villacher SV (K) - SKN St. Pölten II (NÖ) - SK Vorwärts Steyr (OÖ) - USK Anif (S) - TuS Paldau (ST) - FC Kufstein (T) - SC Bregenz (V) - Post SV (W)                                                    |
| Relegationsteilnehmer | | |
| - SC-ESV Parndorf 1919 – Der Verein qualifizierte sich als Drittplatzierter der Regionalliga Ost für die Relegation zur Teilnahme an der Ersten Liga, unterlag dort aber dem Wolfsberger AC/St. Andrä. Damit wird dem Verein ein Fixplatz im ÖFB-Cup zugesprochen. | | |
| Sieger der Vorrunde | | |
| - USV Allerheiligen - SKU Amstetten - FC Dornbirn 1913 - FAC Team für Wien - Favoritner AC - SV Feldkirchen - SV Gaflenz - SV Union Gleinstätten - FC Höchst - SV Horn - FC Wacker Innsbruck II - SPG Austria Kapfenberg/Kapfenberger SV II                        | - SAK Klagenfurt - FC Blau-Weiß Linz - LASK Linz II - SV Mattersburg II - SPG SV Neuhofen/SV Ried II - SVG Reichenau - SC Retz - SV Austria Salzburg - FC Red Bull Salzburg II - SV Seekirchen - SV Sierning | - 1. SC Sollenau - SPG SC St. Stefan/SK Austria Klagenfurt - SV Stegersbach - SK Sturm Graz II - Union Vöcklamarkt - ASK Voitsberg - FC Waidhofen/Ybbs - USC Wallern - WSG Wattens - FK Austria Wien II - SK Rapid Wien II |

### Spiele der 1. Runde
Die Auslosung für die 1. Runde wurde am 3. August 2010 durchgeführt. Die Vereine der Bundesliga und der Ersten Liga konnten nicht gegeneinander zugelost werden. Vereine der Landesverbände erhielten grundsätzlich Heimrecht gegen Vereine der Bundesliga und Ersten Liga. Die Spiele der ersten Runde sind bis spätestens 15. August 2010 durchzuführen.
Die Auslosung ergab einige interessante Paarungen. So kam es beim SK Rapid Wien zum internen Duell der zweiten Mannschaft gegen das Bundesligateam. Die SKU Amstetten traf, nachdem sie in der Vorrunde die zweite Mannschaft des FC Admira Wacker Mödling ausgeschaltet hat, nunmehr auf das Profiteam des Vereins. Zu echten Lokalderby kam es in Bregenz, wenn der dortige SC den FC Lustenau 07 empfing.

### Ergebnisse der 1. Runde
| Datum        | Liga | Liga | Liga | Heimmannschaft | | Gastmannschaft | Ergebnis |
| ------------ | --- | --- | --- | --- | --- | --- | --- |
| 12.08.2010   | RL | – | RL | SV Mattersburg Amateure | – | FK Austria Wien Amateure | 0:1 (0:0) |
|              | Torschützen: | Torschützen: | Torschützen: | 0:1 (61.) Freitag | 0:1 (61.) Freitag | 0:1 (61.) Freitag | 0:1 (61.) Freitag |
| 13.08.2010   | LL | – | EL | SV Sierning | – | TSV Hartberg | 1:3 (0:2) |
|              | Torschützen: | Torschützen: | Torschützen: | 0:1 (10.) Rodler, 0:2 (12.) Omladic, 0:3 (52.) Domoraud, 1:3 (70.) Dietachmair | 0:1 (10.) Rodler, 0:2 (12.) Omladic, 0:3 (52.) Domoraud, 1:3 (70.) Dietachmair | 0:1 (10.) Rodler, 0:2 (12.) Omladic, 0:3 (52.) Domoraud, 1:3 (70.) Dietachmair | 0:1 (10.) Rodler, 0:2 (12.) Omladic, 0:3 (52.) Domoraud, 1:3 (70.) Dietachmair |
| 13.08.2010   | RL | – | BL | FAC Team für Wien | – | Kapfenberger SV | 1:2 (0:1) |
|              | Torschützen: | Torschützen: | Torschützen: | 0:1 (1.) Alar, 0:2 (69.) Schmid, 1:2 (78.) Freiberger | 0:1 (1.) Alar, 0:2 (69.) Schmid, 1:2 (78.) Freiberger | 0:1 (1.) Alar, 0:2 (69.) Schmid, 1:2 (78.) Freiberger | 0:1 (1.) Alar, 0:2 (69.) Schmid, 1:2 (78.) Freiberger |
| 13.08.2010   | RL | – | EL | FC Wacker Innsbruck II | – | SV Grödig | 3:5 (2:2) |
|              | Torschützen: | Torschützen: | Torschützen: | 1:0 (4.) Pranter, 2:0 (21.) Grumser, 2:1 (25.) Drechsel, 2:2 (39.) Drechsel, 3:2 (52.) Grumser, 3:3 (74.) Seidl, 3:4 (77.) Drechsel, 3:5 (88.) Ouédraogo | 1:0 (4.) Pranter, 2:0 (21.) Grumser, 2:1 (25.) Drechsel, 2:2 (39.) Drechsel, 3:2 (52.) Grumser, 3:3 (74.) Seidl, 3:4 (77.) Drechsel, 3:5 (88.) Ouédraogo | 1:0 (4.) Pranter, 2:0 (21.) Grumser, 2:1 (25.) Drechsel, 2:2 (39.) Drechsel, 3:2 (52.) Grumser, 3:3 (74.) Seidl, 3:4 (77.) Drechsel, 3:5 (88.) Ouédraogo | 1:0 (4.) Pranter, 2:0 (21.) Grumser, 2:1 (25.) Drechsel, 2:2 (39.) Drechsel, 3:2 (52.) Grumser, 3:3 (74.) Seidl, 3:4 (77.) Drechsel, 3:5 (88.) Ouédraogo |
| 13.08.2010   | RL | – | RL | SC-ESV Parndorf 1919 | – | SV Feldkirchen | 4:0 (1:0) |
|              | Torschützen: | Torschützen: | Torschützen: | 1:0 (16.) Pinter, 2:0 (48.) Jalison, 3:0 (73.) Lalic, 4:0 (89.) Milosevic | 1:0 (16.) Pinter, 2:0 (48.) Jalison, 3:0 (73.) Lalic, 4:0 (89.) Milosevic | 1:0 (16.) Pinter, 2:0 (48.) Jalison, 3:0 (73.) Lalic, 4:0 (89.) Milosevic | 1:0 (16.) Pinter, 2:0 (48.) Jalison, 3:0 (73.) Lalic, 4:0 (89.) Milosevic |
| 13.08.2010   | RL | – | LL | SV Seekirchen | – | Post SV | 3:2 (2:0) |
|              | Torschützen: | Torschützen: | Torschützen: | 1:0 (42.) Fabian, 2:0 (45., Elfm.) Bischof, 2:2 (75.) Mala, 2:2 (90. +1) Mala, 3:2 (90. +4) Hartl | 1:0 (42.) Fabian, 2:0 (45., Elfm.) Bischof, 2:2 (75.) Mala, 2:2 (90. +1) Mala, 3:2 (90. +4) Hartl | 1:0 (42.) Fabian, 2:0 (45., Elfm.) Bischof, 2:2 (75.) Mala, 2:2 (90. +1) Mala, 3:2 (90. +4) Hartl | 1:0 (42.) Fabian, 2:0 (45., Elfm.) Bischof, 2:2 (75.) Mala, 2:2 (90. +1) Mala, 3:2 (90. +4) Hartl |
| 17.08.2010   | RL | – | RL | USV Allerheiligen | – | FC Blau-Weiß Linz | 2:3 (2:2) |
|              | Torschützen: | Torschützen: | Torschützen: | 0:1 (9.) Hartl, 0:2 (14.) Suimani, 1:2 (18., Elfm.) Brauneis, 2:2 (43., Elfm.) Brauneis, 2:3 (90. +1) Nikolov | 0:1 (9.) Hartl, 0:2 (14.) Suimani, 1:2 (18., Elfm.) Brauneis, 2:2 (43., Elfm.) Brauneis, 2:3 (90. +1) Nikolov | 0:1 (9.) Hartl, 0:2 (14.) Suimani, 1:2 (18., Elfm.) Brauneis, 2:2 (43., Elfm.) Brauneis, 2:3 (90. +1) Nikolov | 0:1 (9.) Hartl, 0:2 (14.) Suimani, 1:2 (18., Elfm.) Brauneis, 2:2 (43., Elfm.) Brauneis, 2:3 (90. +1) Nikolov |
| 17.08.20101) | RL | – | EL | WSG Wattens | – | First Vienna FC 1894 | 1:2 (0:1) |
|              | Torschützen: | Torschützen: | Torschützen: | 0:1 (29., Elfm.) Hosiner, 1:1 (69.) Steinlechner, 1:2 (65.) Martínez | 0:1 (29., Elfm.) Hosiner, 1:1 (69.) Steinlechner, 1:2 (65.) Martínez | 0:1 (29., Elfm.) Hosiner, 1:1 (69.) Steinlechner, 1:2 (65.) Martínez | 0:1 (29., Elfm.) Hosiner, 1:1 (69.) Steinlechner, 1:2 (65.) Martínez |
| 13.08.2010   | RL | – | LL | 1. SC Sollenau | – | Favoritner AC | 4:2 (2:1) |
|              | Torschützen: | Torschützen: | Torschützen: | 1:0 (18.) Knaller, 1:1 (39.) Dimitrijevic, 2:1 (45.) Klemen, 3:1 (48.) Knaller, 4:1 (51.) Banovits, 4:2 (57.) Weidener | 1:0 (18.) Knaller, 1:1 (39.) Dimitrijevic, 2:1 (45.) Klemen, 3:1 (48.) Knaller, 4:1 (51.) Banovits, 4:2 (57.) Weidener | 1:0 (18.) Knaller, 1:1 (39.) Dimitrijevic, 2:1 (45.) Klemen, 3:1 (48.) Knaller, 4:1 (51.) Banovits, 4:2 (57.) Weidener | 1:0 (18.) Knaller, 1:1 (39.) Dimitrijevic, 2:1 (45.) Klemen, 3:1 (48.) Knaller, 4:1 (51.) Banovits, 4:2 (57.) Weidener |
| 13.08.2010   | LL | – | EL | SKU Amstetten | – | FC Admira Wacker Mödling | 2:1 (1:0) |
|              | Torschützen: | Torschützen: | Torschützen: | 1:0 (2.) Reikersdorfer, 1:1 (86.) Toth, 2:1 (90. +3) Fekete | 1:0 (2.) Reikersdorfer, 1:1 (86.) Toth, 2:1 (90. +3) Fekete | 1:0 (2.) Reikersdorfer, 1:1 (86.) Toth, 2:1 (90. +3) Fekete | 1:0 (2.) Reikersdorfer, 1:1 (86.) Toth, 2:1 (90. +3) Fekete |
| 17.08.20102) | LL | – | BL | SV Stegersbach | – | SV Mattersburg | 1:5 (1:3) |
|              | Torschützen: | Torschützen: | Torschützen: | 0:1 (15.) Seidl, 0:2 (20.) Lindner, 1:2 (31., Elfm.) Kovacec, 1:3 (43.) Waltner, 1:4 (68.) Salamon, 1:5 (76.) Salamon | 0:1 (15.) Seidl, 0:2 (20.) Lindner, 1:2 (31., Elfm.) Kovacec, 1:3 (43.) Waltner, 1:4 (68.) Salamon, 1:5 (76.) Salamon | 0:1 (15.) Seidl, 0:2 (20.) Lindner, 1:2 (31., Elfm.) Kovacec, 1:3 (43.) Waltner, 1:4 (68.) Salamon, 1:5 (76.) Salamon | 0:1 (15.) Seidl, 0:2 (20.) Lindner, 1:2 (31., Elfm.) Kovacec, 1:3 (43.) Waltner, 1:4 (68.) Salamon, 1:5 (76.) Salamon |
| 14.08.2010   | RL | – | BL | FC Dornbirn | – | SC Magna Wiener Neustadt | 1:0 (0:0) |
|              | Torschützen: | Torschützen: | Torschützen: | 1:0 (80.) Garci | 1:0 (80.) Garci | 1:0 (80.) Garci | 1:0 (80.) Garci |
| 14.08.2010   | RL | – | LL | ASK Voitsberg | – | USC Wallern | 7:1 (3:1) |
|              | Torschützen: | Torschützen: | Torschützen: | 1:0 (3.) Maschutznig, 1:1 (18.) Müllner, 2:1 (36.) Hierzer, 3:1 (42.) Maschutznig, 4:1 (55.) Maschutznig, 5:1 (57.) Hiden, 6:1 (63.) Hiden, 7:1 (85.) Hierzer | 1:0 (3.) Maschutznig, 1:1 (18.) Müllner, 2:1 (36.) Hierzer, 3:1 (42.) Maschutznig, 4:1 (55.) Maschutznig, 5:1 (57.) Hiden, 6:1 (63.) Hiden, 7:1 (85.) Hierzer | 1:0 (3.) Maschutznig, 1:1 (18.) Müllner, 2:1 (36.) Hierzer, 3:1 (42.) Maschutznig, 4:1 (55.) Maschutznig, 5:1 (57.) Hiden, 6:1 (63.) Hiden, 7:1 (85.) Hierzer | 1:0 (3.) Maschutznig, 1:1 (18.) Müllner, 2:1 (36.) Hierzer, 3:1 (42.) Maschutznig, 4:1 (55.) Maschutznig, 5:1 (57.) Hiden, 6:1 (63.) Hiden, 7:1 (85.) Hierzer |
| 13.08.2010   | RL | – | RL | FC Kufstein | – | USK Anif | 4:4 (2:2,0:1) n. V., 9:8 n. E. |
|              | Torschützen: | Torschützen: | Torschützen: | 0:1 (17.) Scherz, 1:1 (58.) Meixner, 2:1 (62.) Unterrainer, 2:2 (83.) Hübl, 3:2 (94.) Unterrainer, 4:2 (97.) Unterrainer, 4:3 (97.) Hübl, 4:4 (116.) Scherz | 0:1 (17.) Scherz, 1:1 (58.) Meixner, 2:1 (62.) Unterrainer, 2:2 (83.) Hübl, 3:2 (94.) Unterrainer, 4:2 (97.) Unterrainer, 4:3 (97.) Hübl, 4:4 (116.) Scherz | 0:1 (17.) Scherz, 1:1 (58.) Meixner, 2:1 (62.) Unterrainer, 2:2 (83.) Hübl, 3:2 (94.) Unterrainer, 4:2 (97.) Unterrainer, 4:3 (97.) Hübl, 4:4 (116.) Scherz | 0:1 (17.) Scherz, 1:1 (58.) Meixner, 2:1 (62.) Unterrainer, 2:2 (83.) Hübl, 3:2 (94.) Unterrainer, 4:2 (97.) Unterrainer, 4:3 (97.) Hübl, 4:4 (116.) Scherz |
| 13.08.2010   | RL | – | BL | SV Horn | – | SK Sturm Graz (C) | 1:2 (0:1) |
|              | Torschützen: | Torschützen: | Torschützen: | 0:1 (25.) Kienast, 0:2 (68.) Hölzl, 1:2 (85.) Wemmer | 0:1 (25.) Kienast, 0:2 (68.) Hölzl, 1:2 (85.) Wemmer | 0:1 (25.) Kienast, 0:2 (68.) Hölzl, 1:2 (85.) Wemmer | 0:1 (25.) Kienast, 0:2 (68.) Hölzl, 1:2 (85.) Wemmer |
| 14.08.2010   | LL | – | RL | SPG Austria Kapfenberg/Kapfenberger SV II | – | LASK Linz II | 3:1 (1:0) |
|              | Torschützen: | Torschützen: | Torschützen: | 1:0 (19.) Stadler, 2:0 (50.) Masovic, 2:1 (67.) Hintringer, 3:1 (90. +4) Sallahi | 1:0 (19.) Stadler, 2:0 (50.) Masovic, 2:1 (67.) Hintringer, 3:1 (90. +4) Sallahi | 1:0 (19.) Stadler, 2:0 (50.) Masovic, 2:1 (67.) Hintringer, 3:1 (90. +4) Sallahi | 1:0 (19.) Stadler, 2:0 (50.) Masovic, 2:1 (67.) Hintringer, 3:1 (90. +4) Sallahi |
| 14.08.2010   | LL | – | EL | SC Retz | – | FC Gratkorn | 2:2 (2:2, 1:0) n. V., 4:6 n. E. |
|              | Torschützen: | Torschützen: | Torschützen: | 1:0 (6.) Pacinda, 2:0 (58.) Pacinda, 2:1 (78.) Gründler, 2:2 (81.) Gründler | 1:0 (6.) Pacinda, 2:0 (58.) Pacinda, 2:1 (78.) Gründler, 2:2 (81.) Gründler | 1:0 (6.) Pacinda, 2:0 (58.) Pacinda, 2:1 (78.) Gründler, 2:2 (81.) Gründler | 1:0 (6.) Pacinda, 2:0 (58.) Pacinda, 2:1 (78.) Gründler, 2:2 (81.) Gründler |
| 14.08.2010   | RL | – | EL | SC Bregenz | – | FC Lustenau 07 | 1:2 (0:1) |
|              | Torschützen: | Torschützen: | Torschützen: | 0:1 (26.) Kircher, 1:1 (65.) Yilmaz, 1:2 (77.) Dulundu | 0:1 (26.) Kircher, 1:1 (65.) Yilmaz, 1:2 (77.) Dulundu | 0:1 (26.) Kircher, 1:1 (65.) Yilmaz, 1:2 (77.) Dulundu | 0:1 (26.) Kircher, 1:1 (65.) Yilmaz, 1:2 (77.) Dulundu |
| 14.08.2010   | RL | – | EL | SAK Klagenfurt | – | Wolfsberger AC/SK St. Andrä | 2:2 (1:1, 0:1) n. V., 4:6 n. E. |
|              | Torschützen: | Torschützen: | Torschützen: | 0:1 (12.) Korepp, 1:1 (82.) Veliu, 1:2 (113.) Korepp, 2:2 (120.) Lausegger | 0:1 (12.) Korepp, 1:1 (82.) Veliu, 1:2 (113.) Korepp, 2:2 (120.) Lausegger | 0:1 (12.) Korepp, 1:1 (82.) Veliu, 1:2 (113.) Korepp, 2:2 (120.) Lausegger | 0:1 (12.) Korepp, 1:1 (82.) Veliu, 1:2 (113.) Korepp, 2:2 (120.) Lausegger |
| 14.08.2010   | RL | – | BL | SPG SC St. Stefan/SK Austria Klagenfurt | – | LASK Linz | 1:2 (0:0) |
|              | Torschützen: | Torschützen: | Torschützen: | 0:1 (58.) Hart, 0:2 (72.) Sobkova, 1:2 (90. +2, Elfm.) Dollinger | 0:1 (58.) Hart, 0:2 (72.) Sobkova, 1:2 (90. +2, Elfm.) Dollinger | 0:1 (58.) Hart, 0:2 (72.) Sobkova, 1:2 (90. +2, Elfm.) Dollinger | 0:1 (58.) Hart, 0:2 (72.) Sobkova, 1:2 (90. +2, Elfm.) Dollinger |
| 14.08.2010   | RL | – | BL | SK Rapid Wien II | – | SK Rapid Wien | 2:5 (2:2) |
|              | Torschützen: | Torschützen: | Torschützen: | 0:1 (16.) Gartler, 1:1 (17.) Lebedzeu, 1:2 (22.) Salihi, 2:2 (39.) Holzmeier, 2:3 (50.) Salihi, 2:4 (51.) Salihi, 2:5 (85.) Saurer | 0:1 (16.) Gartler, 1:1 (17.) Lebedzeu, 1:2 (22.) Salihi, 2:2 (39.) Holzmeier, 2:3 (50.) Salihi, 2:4 (51.) Salihi, 2:5 (85.) Saurer | 0:1 (16.) Gartler, 1:1 (17.) Lebedzeu, 1:2 (22.) Salihi, 2:2 (39.) Holzmeier, 2:3 (50.) Salihi, 2:4 (51.) Salihi, 2:5 (85.) Saurer | 0:1 (16.) Gartler, 1:1 (17.) Lebedzeu, 1:2 (22.) Salihi, 2:2 (39.) Holzmeier, 2:3 (50.) Salihi, 2:4 (51.) Salihi, 2:5 (85.) Saurer |
| 14.08.2010   | LL | – | EL | SK Vorwärts Steyr | – | SKN St. Pölten | 1:0 (0:0) |
|              | Torschützen: | Torschützen: | Torschützen: | 1:0 (50.) Schierhuber | 1:0 (50.) Schierhuber | 1:0 (50.) Schierhuber | 1:0 (50.) Schierhuber |
| 14.08.2010   | RL | – | EL | SV Austria Salzburg | – | SC Austria Lustenau | 0:3 (0:3) |
|              | Torschützen: | Torschützen: | Torschützen: | 0:1 (17.) Egharevba, 0:2 (21.) Stückler, 0:3 (37.) Roth | 0:1 (17.) Egharevba, 0:2 (21.) Stückler, 0:3 (37.) Roth | 0:1 (17.) Egharevba, 0:2 (21.) Stückler, 0:3 (37.) Roth | 0:1 (17.) Egharevba, 0:2 (21.) Stückler, 0:3 (37.) Roth |
| 14.08.2010   | LL | – | L5 | SV Gaflenz | – | FC Illmitz | 2:1 (1:1) |
|              | Torschützen: | Torschützen: | Torschützen: | 0:1 (12.) Markl, 1:1 (28.) Spiranac, 2:1 (88.) Bauer | 0:1 (12.) Markl, 1:1 (28.) Spiranac, 2:1 (88.) Bauer | 0:1 (12.) Markl, 1:1 (28.) Spiranac, 2:1 (88.) Bauer | 0:1 (12.) Markl, 1:1 (28.) Spiranac, 2:1 (88.) Bauer |
| 14.08.2010   | RL | – | EL | SVG Reichenau | – | SCR Altach | 0:8 (0:4) |
|              | Torschützen: | Torschützen: | Torschützen: | 0:1 (5.) Gatt, 0:2 (24.) Ademi, 0:3 (26.) Tomi, 0:4 (32.) Schütz, 0:5 (70.) Simma, 0:6 (84.) Gatt, 0:7 (87.) Guem, 0:8 (88.) Erhart | 0:1 (5.) Gatt, 0:2 (24.) Ademi, 0:3 (26.) Tomi, 0:4 (32.) Schütz, 0:5 (70.) Simma, 0:6 (84.) Gatt, 0:7 (87.) Guem, 0:8 (88.) Erhart | 0:1 (5.) Gatt, 0:2 (24.) Ademi, 0:3 (26.) Tomi, 0:4 (32.) Schütz, 0:5 (70.) Simma, 0:6 (84.) Gatt, 0:7 (87.) Guem, 0:8 (88.) Erhart | 0:1 (5.) Gatt, 0:2 (24.) Ademi, 0:3 (26.) Tomi, 0:4 (32.) Schütz, 0:5 (70.) Simma, 0:6 (84.) Gatt, 0:7 (87.) Guem, 0:8 (88.) Erhart |
| 13.08.2010   | LL | – | BL | SKN St. Pölten II | – | FC Red Bull Salzburg (M) | 1:4 (0:2) |
|              | Torschützen: | Torschützen: | Torschützen: | 0:1 (14.) Pokrivac, 0:2 (35., Elfm.) Pokrivac, 1:2 (46.) Fertl, 1:3 (57.) Wallner, 1:4 (70.) Ngwat-Mahop | 0:1 (14.) Pokrivac, 0:2 (35., Elfm.) Pokrivac, 1:2 (46.) Fertl, 1:3 (57.) Wallner, 1:4 (70.) Ngwat-Mahop | 0:1 (14.) Pokrivac, 0:2 (35., Elfm.) Pokrivac, 1:2 (46.) Fertl, 1:3 (57.) Wallner, 1:4 (70.) Ngwat-Mahop | 0:1 (14.) Pokrivac, 0:2 (35., Elfm.) Pokrivac, 1:2 (46.) Fertl, 1:3 (57.) Wallner, 1:4 (70.) Ngwat-Mahop |
| 14.08.2010   | L6 | – | RL | TuS Paldau | – | FC Waidhofen/Ybbs | 1:4 (1:2) |
|              | Torschützen: | Torschützen: | Torschützen: | 1:0 (14., Elfm.) Regorsek, 1:1 (27.) Engleder, 1:2 (42.) Datzberger, 1:3 (86.) Plank, 1:4 (89.) Teufl | 1:0 (14., Elfm.) Regorsek, 1:1 (27.) Engleder, 1:2 (42.) Datzberger, 1:3 (86.) Plank, 1:4 (89.) Teufl | 1:0 (14., Elfm.) Regorsek, 1:1 (27.) Engleder, 1:2 (42.) Datzberger, 1:3 (86.) Plank, 1:4 (89.) Teufl | 1:0 (14., Elfm.) Regorsek, 1:1 (27.) Engleder, 1:2 (42.) Datzberger, 1:3 (86.) Plank, 1:4 (89.) Teufl |
| 14.08.2010   | RL | – | BL | Union Vöcklamarkt | – | FC Wacker Innsbruck | 0:3 (0:1) |
|              | Torschützen: | Torschützen: | Torschützen: | 0:1 (19.) Hauser, 0:2 (77.) Burgić, 0:3 (90. +1) Bammer | 0:1 (19.) Hauser, 0:2 (77.) Burgić, 0:3 (90. +1) Bammer | 0:1 (19.) Hauser, 0:2 (77.) Burgić, 0:3 (90. +1) Bammer | 0:1 (19.) Hauser, 0:2 (77.) Burgić, 0:3 (90. +1) Bammer |
| 14.08.2010   | RL | – | RL | FC Höchst | – | FC Red Bull Salzburg II | 1:1 (1:1, 0:1) n. V., 5:4 n. E. |
|              | Torschützen: | Torschützen: | Torschützen: | 0:1 (37.) Da Silva, 1:1 (83.) Caner | 0:1 (37.) Da Silva, 1:1 (83.) Caner | 0:1 (37.) Da Silva, 1:1 (83.) Caner | 0:1 (37.) Da Silva, 1:1 (83.) Caner |
| 14.08.2010   | RL | – | LL | SV Union Gleinstätten | – | Villacher SV | 5:3 (3:1) |
|              | Torschützen: | Torschützen: | Torschützen: | 0:1 (6.) Pavlicic, 1:1 (24.) Poljanec, 2:1 (26., Elfm.) Znuderl, 3:1 (31.) Poljanec, 4:1 (48) Znuderl, 5:1 (56., Eigentor) Hrstic, 5:2 (66.) Friessnegger, 5:3 (81.) Lassnig | 0:1 (6.) Pavlicic, 1:1 (24.) Poljanec, 2:1 (26., Elfm.) Znuderl, 3:1 (31.) Poljanec, 4:1 (48) Znuderl, 5:1 (56., Eigentor) Hrstic, 5:2 (66.) Friessnegger, 5:3 (81.) Lassnig | 0:1 (6.) Pavlicic, 1:1 (24.) Poljanec, 2:1 (26., Elfm.) Znuderl, 3:1 (31.) Poljanec, 4:1 (48) Znuderl, 5:1 (56., Eigentor) Hrstic, 5:2 (66.) Friessnegger, 5:3 (81.) Lassnig | 0:1 (6.) Pavlicic, 1:1 (24.) Poljanec, 2:1 (26., Elfm.) Znuderl, 3:1 (31.) Poljanec, 4:1 (48) Znuderl, 5:1 (56., Eigentor) Hrstic, 5:2 (66.) Friessnegger, 5:3 (81.) Lassnig |
| 14.08.2010   | LL | – | BL | SPG SV Neuhofen/SV Ried II | – | FK Austria Wien | 0:3 (0:1) |
|              | Torschützen: | Torschützen: | Torschützen: | 0:1 (32.) Linz, 0:2 (56.) Stanković, 0:3 (64.) Stanković | 0:1 (32.) Linz, 0:2 (56.) Stanković, 0:3 (64.) Stanković | 0:1 (32.) Linz, 0:2 (56.) Stanković, 0:3 (64.) Stanković | 0:1 (32.) Linz, 0:2 (56.) Stanković, 0:3 (64.) Stanković |
| 15.08.2010   | RL | – | BL | SK Sturm Graz II | – | SV Ried | 0:5 (0:2) |
|              | Torschützen: | Torschützen: | Torschützen: | 0:1 (12.) Carril, 0:2 (35.) Carril, 0:3 (49.) Huspek, 0:4 (51.) Carril, 0:5 (76., Elfm.) Guillem | 0:1 (12.) Carril, 0:2 (35.) Carril, 0:3 (49.) Huspek, 0:4 (51.) Carril, 0:5 (76., Elfm.) Guillem | 0:1 (12.) Carril, 0:2 (35.) Carril, 0:3 (49.) Huspek, 0:4 (51.) Carril, 0:5 (76., Elfm.) Guillem | 0:1 (12.) Carril, 0:2 (35.) Carril, 0:3 (49.) Huspek, 0:4 (51.) Carril, 0:5 (76., Elfm.) Guillem |
| Legende:     | BL = Bundesliga (1. Leistungsstufe) – EL = Erste Liga (2. Leistungsstufe) – RL = Regionalliga (3. Leistungsstufe) LL = Landesliga (4. Leistungsstufe) – L5 = 5. Leistungsstufe – L6 = 6. Leistungsstufe n. V. = nach Verlängerung – n. E. = nach Elfmeterschießen M = Amtierender Meister; C = Amtierender Cupsieger | BL = Bundesliga (1. Leistungsstufe) – EL = Erste Liga (2. Leistungsstufe) – RL = Regionalliga (3. Leistungsstufe) LL = Landesliga (4. Leistungsstufe) – L5 = 5. Leistungsstufe – L6 = 6. Leistungsstufe n. V. = nach Verlängerung – n. E. = nach Elfmeterschießen M = Amtierender Meister; C = Amtierender Cupsieger | BL = Bundesliga (1. Leistungsstufe) – EL = Erste Liga (2. Leistungsstufe) – RL = Regionalliga (3. Leistungsstufe) LL = Landesliga (4. Leistungsstufe) – L5 = 5. Leistungsstufe – L6 = 6. Leistungsstufe n. V. = nach Verlängerung – n. E. = nach Elfmeterschießen M = Amtierender Meister; C = Amtierender Cupsieger | BL = Bundesliga (1. Leistungsstufe) – EL = Erste Liga (2. Leistungsstufe) – RL = Regionalliga (3. Leistungsstufe) LL = Landesliga (4. Leistungsstufe) – L5 = 5. Leistungsstufe – L6 = 6. Leistungsstufe n. V. = nach Verlängerung – n. E. = nach Elfmeterschießen M = Amtierender Meister; C = Amtierender Cupsieger | BL = Bundesliga (1. Leistungsstufe) – EL = Erste Liga (2. Leistungsstufe) – RL = Regionalliga (3. Leistungsstufe) LL = Landesliga (4. Leistungsstufe) – L5 = 5. Leistungsstufe – L6 = 6. Leistungsstufe n. V. = nach Verlängerung – n. E. = nach Elfmeterschießen M = Amtierender Meister; C = Amtierender Cupsieger | BL = Bundesliga (1. Leistungsstufe) – EL = Erste Liga (2. Leistungsstufe) – RL = Regionalliga (3. Leistungsstufe) LL = Landesliga (4. Leistungsstufe) – L5 = 5. Leistungsstufe – L6 = 6. Leistungsstufe n. V. = nach Verlängerung – n. E. = nach Elfmeterschießen M = Amtierender Meister; C = Amtierender Cupsieger | BL = Bundesliga (1. Leistungsstufe) – EL = Erste Liga (2. Leistungsstufe) – RL = Regionalliga (3. Leistungsstufe) LL = Landesliga (4. Leistungsstufe) – L5 = 5. Leistungsstufe – L6 = 6. Leistungsstufe n. V. = nach Verlängerung – n. E. = nach Elfmeterschießen M = Amtierender Meister; C = Amtierender Cupsieger |
| Anmerkungen: | 1) Das Spiel musste am 13. August wegen Gewitters abgebrochen werden und wurde am 17. August neu ausgetragen 2) Das Spiel musste am 13. August wegen Gewitters abgebrochen werden und wurde am 17. August neu ausgetragen                                                                                            | 1) Das Spiel musste am 13. August wegen Gewitters abgebrochen werden und wurde am 17. August neu ausgetragen 2) Das Spiel musste am 13. August wegen Gewitters abgebrochen werden und wurde am 17. August neu ausgetragen                                                                                            | 1) Das Spiel musste am 13. August wegen Gewitters abgebrochen werden und wurde am 17. August neu ausgetragen 2) Das Spiel musste am 13. August wegen Gewitters abgebrochen werden und wurde am 17. August neu ausgetragen                                                                                            | 1) Das Spiel musste am 13. August wegen Gewitters abgebrochen werden und wurde am 17. August neu ausgetragen 2) Das Spiel musste am 13. August wegen Gewitters abgebrochen werden und wurde am 17. August neu ausgetragen                                                                                            | 1) Das Spiel musste am 13. August wegen Gewitters abgebrochen werden und wurde am 17. August neu ausgetragen 2) Das Spiel musste am 13. August wegen Gewitters abgebrochen werden und wurde am 17. August neu ausgetragen                                                                                            | 1) Das Spiel musste am 13. August wegen Gewitters abgebrochen werden und wurde am 17. August neu ausgetragen 2) Das Spiel musste am 13. August wegen Gewitters abgebrochen werden und wurde am 17. August neu ausgetragen                                                                                            | 1) Das Spiel musste am 13. August wegen Gewitters abgebrochen werden und wurde am 17. August neu ausgetragen 2) Das Spiel musste am 13. August wegen Gewitters abgebrochen werden und wurde am 17. August neu ausgetragen                                                                                            |

## 2. Runde
Die 2. Runde wurde am 18. August 2010 ausgelost. Dabei wurden wie bei der 1. Runde zunächst die Profivereine der Bundesliga und Ersten Liga gegen Amateurvereine (Regionalliga und Landesliga) gelost, wobei die Amateurvereine Heimrecht hatten. Danach wurden die verbleibenden Vereine untereinander gelost.
Die Spiele der 2. Runde fanden am 18./19. September 2010 statt.

### Spielplan der 2. Runde
| Datum        | Liga | Liga | Liga | Heimmannschaft | | Gastmannschaft | Ergebnis |
| ------------ | --- | --- | --- | --- | --- | --- | --- |
| 16.09.2010   | LL | – | EL | SKU Amstetten | – | SCR Altach | 0:2 (0:1) |
|              | Torschützen: | Torschützen: | Torschützen: | 0:1 (41.) Schütz, 0:2 (82.) Schütz | 0:1 (41.) Schütz, 0:2 (82.) Schütz | 0:1 (41.) Schütz, 0:2 (82.) Schütz | 0:1 (41.) Schütz, 0:2 (82.) Schütz |
| 17.09.2010   | RL | – | BL | FC Waidhofen/Ybbs | – | SV Ried | 0:4 (0:1) |
|              | Torschützen: | Torschützen: | Torschützen: | 0:1 (5.) Carril, 0:2 (46.) Hadžić, 0:3 (50.) Schrammel, 0:4 (83.) Nacho | 0:1 (5.) Carril, 0:2 (46.) Hadžić, 0:3 (50.) Schrammel, 0:4 (83.) Nacho | 0:1 (5.) Carril, 0:2 (46.) Hadžić, 0:3 (50.) Schrammel, 0:4 (83.) Nacho | 0:1 (5.) Carril, 0:2 (46.) Hadžić, 0:3 (50.) Schrammel, 0:4 (83.) Nacho |
| 17.09.2010   | RL | – | EL | FC Kufstein | – | SV Grödig | 0:3 (0:0) |
|              | Torschützen: | Torschützen: | Torschützen: | 0:1 (60.) Jonathan, 0:2 (65.) Jonathan, 0:3 (90.) Drechsel | 0:1 (60.) Jonathan, 0:2 (65.) Jonathan, 0:3 (90.) Drechsel | 0:1 (60.) Jonathan, 0:2 (65.) Jonathan, 0:3 (90.) Drechsel | 0:1 (60.) Jonathan, 0:2 (65.) Jonathan, 0:3 (90.) Drechsel |
| 17.09.2010   | LL | – | EL | SK Vorwärts Steyr | – | Wolfsberger AC/SK St. Andrä | 3:2 (1:1) |
|              | Torschützen: | Torschützen: | Torschützen: | 0:1 (10.) Reich, 1:1 (44.) Merkinger, 2:1 (67.) Kerschbaumer, 3:1 (71.) Lindorfer, 3:2 (78.) Sahanek | 0:1 (10.) Reich, 1:1 (44.) Merkinger, 2:1 (67.) Kerschbaumer, 3:1 (71.) Lindorfer, 3:2 (78.) Sahanek | 0:1 (10.) Reich, 1:1 (44.) Merkinger, 2:1 (67.) Kerschbaumer, 3:1 (71.) Lindorfer, 3:2 (78.) Sahanek | 0:1 (10.) Reich, 1:1 (44.) Merkinger, 2:1 (67.) Kerschbaumer, 3:1 (71.) Lindorfer, 3:2 (78.) Sahanek |
| 17.09.2010   | RL | – | EL | SV Seekirchen | – | TSV Hartberg | 2:6 (2:2) |
|              | Torschützen: | Torschützen: | Torschützen: | 1:0 (21.) Mayr, 2:0 (31.) Fabian, 2:1 (38.) Rakowitz, 2:2 (42., Eigentor) Schneidhofer, 2:3 (55.) Rakowitz, 2:4 (69.) Stauber, 2:5 (72., Eigentor) Ettlmayer, 2:6 (86.) Puntigam                              | 1:0 (21.) Mayr, 2:0 (31.) Fabian, 2:1 (38.) Rakowitz, 2:2 (42., Eigentor) Schneidhofer, 2:3 (55.) Rakowitz, 2:4 (69.) Stauber, 2:5 (72., Eigentor) Ettlmayer, 2:6 (86.) Puntigam                              | 1:0 (21.) Mayr, 2:0 (31.) Fabian, 2:1 (38.) Rakowitz, 2:2 (42., Eigentor) Schneidhofer, 2:3 (55.) Rakowitz, 2:4 (69.) Stauber, 2:5 (72., Eigentor) Ettlmayer, 2:6 (86.) Puntigam                              | 1:0 (21.) Mayr, 2:0 (31.) Fabian, 2:1 (38.) Rakowitz, 2:2 (42., Eigentor) Schneidhofer, 2:3 (55.) Rakowitz, 2:4 (69.) Stauber, 2:5 (72., Eigentor) Ettlmayer, 2:6 (86.) Puntigam                              |
| 17.09.2010   | RL | – | BL | 1. SC Sollenau | – | LASK Linz | 2:4 (1:2) |
|              | Torschützen: | Torschützen: | Torschützen: | 0:1 (9., Elfm.) Duro, 1:1 (37.) Eberhardt, 1:2 (40.) Duro, 2:2 (49.) Knaller, 2:3 (65.) Kogler, 2:4 (86.) Duro                                                                                                | 0:1 (9., Elfm.) Duro, 1:1 (37.) Eberhardt, 1:2 (40.) Duro, 2:2 (49.) Knaller, 2:3 (65.) Kogler, 2:4 (86.) Duro                                                                                                | 0:1 (9., Elfm.) Duro, 1:1 (37.) Eberhardt, 1:2 (40.) Duro, 2:2 (49.) Knaller, 2:3 (65.) Kogler, 2:4 (86.) Duro                                                                                                | 0:1 (9., Elfm.) Duro, 1:1 (37.) Eberhardt, 1:2 (40.) Duro, 2:2 (49.) Knaller, 2:3 (65.) Kogler, 2:4 (86.) Duro                                                                                                |
| 17.09.2010   | BL | – | EL | Kapfenberger SV | – | FC Gratkorn | 3:1 (2:1) |
|              | Torschützen: | Torschützen: | Torschützen: | 1:0 (5.) Sencar, 1:1 (32.) Tesevic, 2:1 (34.) Tieber, 3:1 (73.) Elsneg | 1:0 (5.) Sencar, 1:1 (32.) Tesevic, 2:1 (34.) Tieber, 3:1 (73.) Elsneg | 1:0 (5.) Sencar, 1:1 (32.) Tesevic, 2:1 (34.) Tieber, 3:1 (73.) Elsneg | 1:0 (5.) Sencar, 1:1 (32.) Tesevic, 2:1 (34.) Tieber, 3:1 (73.) Elsneg |
| 17.09.2010   | RL | – | BL | FC Dornbirn | – | SV Mattersburg | 1:2 (0:1) |
|              | Torschützen: | Torschützen: | Torschützen: | 0:1 (9.) Mörz, 0:2 (53.) Salamon, 1:2 (69.) Katnik | 0:1 (9.) Mörz, 0:2 (53.) Salamon, 1:2 (69.) Katnik | 0:1 (9.) Mörz, 0:2 (53.) Salamon, 1:2 (69.) Katnik | 0:1 (9.) Mörz, 0:2 (53.) Salamon, 1:2 (69.) Katnik |
| 18.09.2010   | RL | – | EL | ASK Voitsberg | – | First Vienna FC 1894 | 0:1 (0:0) |
|              | Torschützen: | Torschützen: | Torschützen: | 0:1 (79.) Topić | 0:1 (79.) Topić | 0:1 (79.) Topić | 0:1 (79.) Topić |
| 18.09.2010   | LL | – | BL | SPG Austria Kapfenberg/Kapfenberger SV II | – | FK Austria Wien | 0:3 (0:1) |
|              | Torschützen: | Torschützen: | Torschützen: | Tore: 0:1 (41.) Stanković, 0:2 (59.) Linz, 0:3 (71.) Junuzović | Tore: 0:1 (41.) Stanković, 0:2 (59.) Linz, 0:3 (71.) Junuzović | Tore: 0:1 (41.) Stanković, 0:2 (59.) Linz, 0:3 (71.) Junuzović | Tore: 0:1 (41.) Stanković, 0:2 (59.) Linz, 0:3 (71.) Junuzović |
| 18.09.2010   | RL | – | BL | SC-ESV Parndorf 1919 | – | SK Sturm Graz | 1:2 (0:0) |
|              | Torschützen: | Torschützen: | Torschützen: | 1:0 (58., Elfm.) Milošević, 1:1 (82.) Schildenfeld, 1:2 (90.) Haas | 1:0 (58., Elfm.) Milošević, 1:1 (82.) Schildenfeld, 1:2 (90.) Haas | 1:0 (58., Elfm.) Milošević, 1:1 (82.) Schildenfeld, 1:2 (90.) Haas | 1:0 (58., Elfm.) Milošević, 1:1 (82.) Schildenfeld, 1:2 (90.) Haas |
| 18.09.2010   | LL | – | BL | SV Gaflenz | – | FC Wacker Innsbruck | 1:5 (0:2) |
|              | Torschützen: | Torschützen: | Torschützen: | bzw. 0:1 (10.) Bammer, 0:2 (30.) Bea, 0:3 (48.) Koch, 0:4 (52.) Abrahám, 0:5 (80.) Öbster, 1:5 (88.) Spiranac                                                                                                 | bzw. 0:1 (10.) Bammer, 0:2 (30.) Bea, 0:3 (48.) Koch, 0:4 (52.) Abrahám, 0:5 (80.) Öbster, 1:5 (88.) Spiranac                                                                                                 | bzw. 0:1 (10.) Bammer, 0:2 (30.) Bea, 0:3 (48.) Koch, 0:4 (52.) Abrahám, 0:5 (80.) Öbster, 1:5 (88.) Spiranac                                                                                                 | bzw. 0:1 (10.) Bammer, 0:2 (30.) Bea, 0:3 (48.) Koch, 0:4 (52.) Abrahám, 0:5 (80.) Öbster, 1:5 (88.) Spiranac                                                                                                 |
| 18.09.2010   | RL | – | EL | FC Höchst | – | SC Austria Lustenau | 0:3 (0:0) |
|              | Torschützen: | Torschützen: | Torschützen: | 0:1 (57.) Dürr, 0:2 (65.) Micic, 0:3 (71.) Egharevba | 0:1 (57.) Dürr, 0:2 (65.) Micic, 0:3 (71.) Egharevba | 0:1 (57.) Dürr, 0:2 (65.) Micic, 0:3 (71.) Egharevba | 0:1 (57.) Dürr, 0:2 (65.) Micic, 0:3 (71.) Egharevba |
| 19.09.2010   | RL | – | BL | BW Linz | – | FC Red Bull Salzburg | 3:1 (2:0) |
|              | Torschützen: | Torschützen: | Torschützen: | 1:0 (25.) Duvnjak, 2:0 (45.) Haron Sulimani, 3:0 (65.) Arapovic, 3:1 (90.+1') Wallner | 1:0 (25.) Duvnjak, 2:0 (45.) Haron Sulimani, 3:0 (65.) Arapovic, 3:1 (90.+1') Wallner | 1:0 (25.) Duvnjak, 2:0 (45.) Haron Sulimani, 3:0 (65.) Arapovic, 3:1 (90.+1') Wallner | 1:0 (25.) Duvnjak, 2:0 (45.) Haron Sulimani, 3:0 (65.) Arapovic, 3:1 (90.+1') Wallner |
| 19.09.2010   | RL | – | BL | FK Austria Wien II | – | SK Rapid Wien | 1:1 (1:1, 1:1) n. V., 3:4 i. E. |
|              | Torschützen: | Torschützen: | Torschützen: | 0:1 (10.) Gartler, 1:1 (23., Elfm.) Freitag | 0:1 (10.) Gartler, 1:1 (23., Elfm.) Freitag | 0:1 (10.) Gartler, 1:1 (23., Elfm.) Freitag | 0:1 (10.) Gartler, 1:1 (23., Elfm.) Freitag |
| 20.09.20101) | RL | – | EL | SV Union Gleinstätten | – | FC Lustenau 07 | 2:4 (2:3) |
|              | Torschützen: | Torschützen: | Torschützen: | 0:1 (3.) Dulundu, 0:2 (12.) Seeger, 0:3 (28.) Seeger, 1:3 (31.) Hutter, 2:3 (32.) Hutter, 2:4 (60.) Harun Erbek                                                                                               | 0:1 (3.) Dulundu, 0:2 (12.) Seeger, 0:3 (28.) Seeger, 1:3 (31.) Hutter, 2:3 (32.) Hutter, 2:4 (60.) Harun Erbek                                                                                               | 0:1 (3.) Dulundu, 0:2 (12.) Seeger, 0:3 (28.) Seeger, 1:3 (31.) Hutter, 2:3 (32.) Hutter, 2:4 (60.) Harun Erbek                                                                                               | 0:1 (3.) Dulundu, 0:2 (12.) Seeger, 0:3 (28.) Seeger, 1:3 (31.) Hutter, 2:3 (32.) Hutter, 2:4 (60.) Harun Erbek                                                                                               |
| Legende:     | BL = Bundesliga (1. Leistungsstufe) – EL = Erste Liga (2. Leistungsstufe) – RL = Regionalliga (3. Leistungsstufe) LL = Landesliga (4. Leistungsstufe) n. V. = nach Verlängerung – i. E. = im Elfmeterschießen | BL = Bundesliga (1. Leistungsstufe) – EL = Erste Liga (2. Leistungsstufe) – RL = Regionalliga (3. Leistungsstufe) LL = Landesliga (4. Leistungsstufe) n. V. = nach Verlängerung – i. E. = im Elfmeterschießen | BL = Bundesliga (1. Leistungsstufe) – EL = Erste Liga (2. Leistungsstufe) – RL = Regionalliga (3. Leistungsstufe) LL = Landesliga (4. Leistungsstufe) n. V. = nach Verlängerung – i. E. = im Elfmeterschießen | BL = Bundesliga (1. Leistungsstufe) – EL = Erste Liga (2. Leistungsstufe) – RL = Regionalliga (3. Leistungsstufe) LL = Landesliga (4. Leistungsstufe) n. V. = nach Verlängerung – i. E. = im Elfmeterschießen | BL = Bundesliga (1. Leistungsstufe) – EL = Erste Liga (2. Leistungsstufe) – RL = Regionalliga (3. Leistungsstufe) LL = Landesliga (4. Leistungsstufe) n. V. = nach Verlängerung – i. E. = im Elfmeterschießen | BL = Bundesliga (1. Leistungsstufe) – EL = Erste Liga (2. Leistungsstufe) – RL = Regionalliga (3. Leistungsstufe) LL = Landesliga (4. Leistungsstufe) n. V. = nach Verlängerung – i. E. = im Elfmeterschießen | BL = Bundesliga (1. Leistungsstufe) – EL = Erste Liga (2. Leistungsstufe) – RL = Regionalliga (3. Leistungsstufe) LL = Landesliga (4. Leistungsstufe) n. V. = nach Verlängerung – i. E. = im Elfmeterschießen |
| Anmerkungen: | 1) Das Spiel wurde wegen Unbenützbarkeit des Spielfeldes infolgeDauerregen von 18. erst auf 19. und schließlich auf 20. September 2010 verschoben.                                                            | 1) Das Spiel wurde wegen Unbenützbarkeit des Spielfeldes infolgeDauerregen von 18. erst auf 19. und schließlich auf 20. September 2010 verschoben.                                                            | 1) Das Spiel wurde wegen Unbenützbarkeit des Spielfeldes infolgeDauerregen von 18. erst auf 19. und schließlich auf 20. September 2010 verschoben.                                                            | 1) Das Spiel wurde wegen Unbenützbarkeit des Spielfeldes infolgeDauerregen von 18. erst auf 19. und schließlich auf 20. September 2010 verschoben.                                                            | 1) Das Spiel wurde wegen Unbenützbarkeit des Spielfeldes infolgeDauerregen von 18. erst auf 19. und schließlich auf 20. September 2010 verschoben.                                                            | 1) Das Spiel wurde wegen Unbenützbarkeit des Spielfeldes infolgeDauerregen von 18. erst auf 19. und schließlich auf 20. September 2010 verschoben.                                                            | 1) Das Spiel wurde wegen Unbenützbarkeit des Spielfeldes infolgeDauerregen von 18. erst auf 19. und schließlich auf 20. September 2010 verschoben.                                                            |

## Achtelfinale

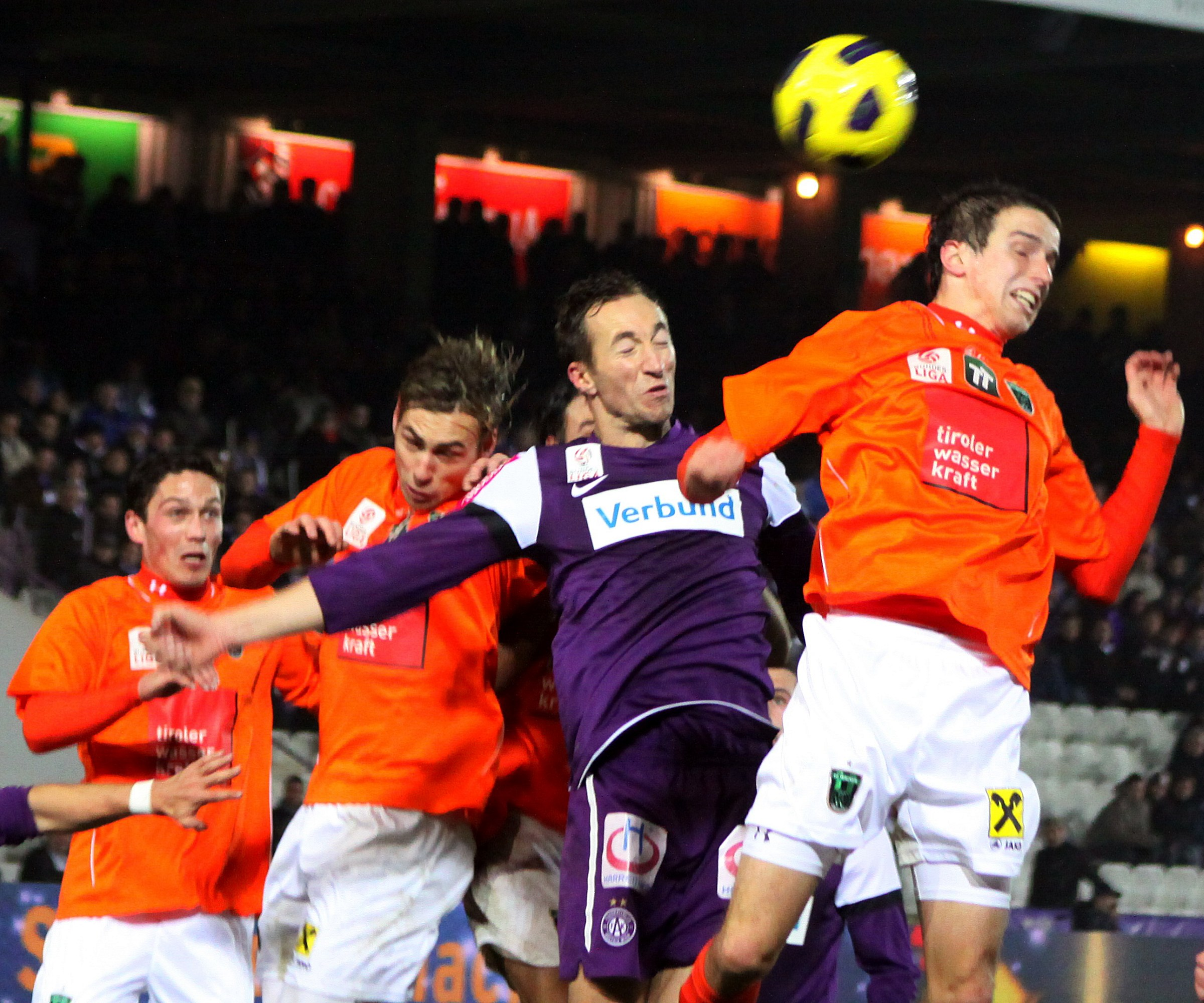
Austria Wien gegen Wacker Innsbruck (2:1): Siegtorschütze Manuel Ortlechner stemmt sich vier Innsbrucker Angreifern entgegen und klärt per Kopf.

Die Auslosung für das Achtelfinale fand am 20. September 2010 statt, gespielt wurde am 9. und 10. November 2010.
Im Achtelfinale unterlag der Regionalligaklub FC Blau-Weiß Linz, der in der zweiten Runde überraschend Meister FC Red Bull Salzburg besiegt hatte, zu Hause dem Bundesligisten SV Mattersburg. Das oberösterreichische Derby zwischen dem aktuellen (14. Runde) Bundesliga-Führenden SV Ried und dem Bundesliga-Schlusslicht LASK Linz konnte Ried für sich entscheiden. Der FK Austria Wien konnte Aufsteiger FC Wacker Innsbruck zu Hause in der Verlängerung besiegen und nahm damit erfolgreich Revanche für die 0:3-Niederlage beim letzten Aufeinandertreffen der beiden Clubs in der Bundesliga im August. Der einzige noch im Bewerb verbliebene Verein der vierten Leistungsstufe, der SK Vorwärts Steyr, empfing daheim den Titelverteidiger SK Sturm Graz. Der Bundesligist konnte den Klassenunterschied nur selten ausspielen und gewann erst in der Verlängerung. Auch der Kapfenberger SV musste im Achtelfinale gegen den Erstligisten FC Lustenau 07 in die Verlängerung, siegte dann aber mit 2:0. Den deutlichsten Sieg im Achtelfinale feierte der SK Rapid Wien gegen den Erstligisten TSV Hartberg mit einem 3:0. In den beiden Begegnungen ohne Bundesliga-Beteiligung konnten der First Vienna FC 1894 in Verlängerung sowie der SC Austria Lustenau im Elfmeterschießen den Aufstieg in das Viertelfinale fixieren.

### Ergebnisse im Achtelfinale
| Datum      | Liga | Liga | Liga | Heimmannschaft | | Gastmannschaft | Ergebnis |
| ---------- | --- | --- | --- | --- | --- | --- | --- |
| 09.11.2010 | EL | – | EL | First Vienna FC 1894 | – | SCR Altach | 2:1 (1:1, 0:1) n. V. |
|            | Torschützen: | Torschützen: | Torschützen: | 0:1 (34.) Unverdorben, 1:1 (63.) Hosiner, 2:1 (92.) Đokić | 0:1 (34.) Unverdorben, 1:1 (63.) Hosiner, 2:1 (92.) Đokić | 0:1 (34.) Unverdorben, 1:1 (63.) Hosiner, 2:1 (92.) Đokić | 0:1 (34.) Unverdorben, 1:1 (63.) Hosiner, 2:1 (92.) Đokić |
| 09.11.2010 | EL | – | EL | SC Austria Lustenau | – | SV Grödig | 0:0 n. V., 5:4 i. E. |
|            | Torschützen: | Torschützen: | Torschützen: | keine | keine | keine | keine |
| 09.11.2010 | BL | – | BL | LASK Linz | – | SV Ried | 0:1 (0:1) |
|            | Torschützen: | Torschützen: | Torschützen: | 0:1 (36.) Nacho | 0:1 (36.) Nacho | 0:1 (36.) Nacho | 0:1 (36.) Nacho |
| 09.11.2010 | BL | – | EL | Kapfenberger SV | – | FC Lustenau 07 | 2:0 n. V. |
|            | Torschützen: | Torschützen: | Torschützen: | 1:0 (97.) Pitter, 2:0 (101.) Alar | 1:0 (97.) Pitter, 2:0 (101.) Alar | 1:0 (97.) Pitter, 2:0 (101.) Alar | 1:0 (97.) Pitter, 2:0 (101.) Alar |
| 10.11.2010 | RL | – | BL | BW Linz | – | SV Mattersburg | 0:1 (0:0) |
|            | Torschützen: | Torschützen: | Torschützen: | 0:1 (52.) Bürger | 0:1 (52.) Bürger | 0:1 (52.) Bürger | 0:1 (52.) Bürger |
| 10.11.2010 | BL | – | EL | SK Rapid Wien | – | TSV Hartberg | 3:0 (0:0) |
|            | Torschützen: | Torschützen: | Torschützen: | 1:0 (47., Elfm.) Salihi, 2:0 (69.) Salihi, 3:0 (84.) Nuhiu | 1:0 (47., Elfm.) Salihi, 2:0 (69.) Salihi, 3:0 (84.) Nuhiu | 1:0 (47., Elfm.) Salihi, 2:0 (69.) Salihi, 3:0 (84.) Nuhiu | 1:0 (47., Elfm.) Salihi, 2:0 (69.) Salihi, 3:0 (84.) Nuhiu |
| 10.11.2010 | BL | – | BL | FK Austria Wien | – | FC Wacker Innsbruck | 2:1 (1:1, 1:1) n. V. |
|            | Torschützen: | Torschützen: | Torschützen: | 1:0 (18.) Stankovic, 1:1 (21.) Schreter, 2:1 (103.) Ortlechner | 1:0 (18.) Stankovic, 1:1 (21.) Schreter, 2:1 (103.) Ortlechner | 1:0 (18.) Stankovic, 1:1 (21.) Schreter, 2:1 (103.) Ortlechner | 1:0 (18.) Stankovic, 1:1 (21.) Schreter, 2:1 (103.) Ortlechner |
| 10.11.2010 | LL | – | BL | SK Vorwärts Steyr | – | SK Sturm Graz | 0:1 (0:0) n. V. |
|            | Torschützen: | Torschützen: | Torschützen: | 0:1 (114.) Kienast | 0:1 (114.) Kienast | 0:1 (114.) Kienast | 0:1 (114.) Kienast |
| Legende:   | BL = Bundesliga (1. Leistungsstufe) – EL = Erste Liga (2. Leistungsstufe) – RL = Regionalliga (3. Leistungsstufe) LL = Landesliga (4. Leistungsstufe) n. V. = nach Verlängerung – i. E. = im Elfmeterschießen | BL = Bundesliga (1. Leistungsstufe) – EL = Erste Liga (2. Leistungsstufe) – RL = Regionalliga (3. Leistungsstufe) LL = Landesliga (4. Leistungsstufe) n. V. = nach Verlängerung – i. E. = im Elfmeterschießen | BL = Bundesliga (1. Leistungsstufe) – EL = Erste Liga (2. Leistungsstufe) – RL = Regionalliga (3. Leistungsstufe) LL = Landesliga (4. Leistungsstufe) n. V. = nach Verlängerung – i. E. = im Elfmeterschießen | BL = Bundesliga (1. Leistungsstufe) – EL = Erste Liga (2. Leistungsstufe) – RL = Regionalliga (3. Leistungsstufe) LL = Landesliga (4. Leistungsstufe) n. V. = nach Verlängerung – i. E. = im Elfmeterschießen | BL = Bundesliga (1. Leistungsstufe) – EL = Erste Liga (2. Leistungsstufe) – RL = Regionalliga (3. Leistungsstufe) LL = Landesliga (4. Leistungsstufe) n. V. = nach Verlängerung – i. E. = im Elfmeterschießen | BL = Bundesliga (1. Leistungsstufe) – EL = Erste Liga (2. Leistungsstufe) – RL = Regionalliga (3. Leistungsstufe) LL = Landesliga (4. Leistungsstufe) n. V. = nach Verlängerung – i. E. = im Elfmeterschießen | BL = Bundesliga (1. Leistungsstufe) – EL = Erste Liga (2. Leistungsstufe) – RL = Regionalliga (3. Leistungsstufe) LL = Landesliga (4. Leistungsstufe) n. V. = nach Verlängerung – i. E. = im Elfmeterschießen |

## Viertelfinale
Die am 21. November 2010 im Rahmen der TV-Sendung „Sport am Sonntag“ von den Doppelolympiasiegern Andreas Linger und Wolfgang Linger gezogenen Spielpaarungen brachten allen drei im Bewerb verbliebenen Wiener Klubs Heimspiele.

### Ergebnisse im Viertelfinale
| Datum      | Liga                                                                      | Liga                                                                      | Liga                                                                      | Heimmannschaft                                                             |                                                                            | Gastmannschaft                                                             | Ergebnis                                                                   |
| ---------- | ------------------------------------------------------------------------- | ------------------------------------------------------------------------- | ------------------------------------------------------------------------- | -------------------------------------------------------------------------- | -------------------------------------------------------------------------- | -------------------------------------------------------------------------- | -------------------------------------------------------------------------- |
| 19.04.2011 | BL                                                                        | –                                                                         | EL                                                                        | FK Austria Wien                                                            | –                                                                          | SC Austria Lustenau                                                        | 0:4 (0:2)                                                                  |
|            | Torschützen:                                                              | Torschützen:                                                              | Torschützen:                                                              | 0:1 (21.) Roth, 0:2 (36.) Roth 0:3 (49.) Pöllhuber, 0:4 (65.) Karatay      | 0:1 (21.) Roth, 0:2 (36.) Roth 0:3 (49.) Pöllhuber, 0:4 (65.) Karatay      | 0:1 (21.) Roth, 0:2 (36.) Roth 0:3 (49.) Pöllhuber, 0:4 (65.) Karatay      | 0:1 (21.) Roth, 0:2 (36.) Roth 0:3 (49.) Pöllhuber, 0:4 (65.) Karatay      |
| 19.04.2011 | EL                                                                        | –                                                                         | BL                                                                        | First Vienna FC 1894                                                       | –                                                                          | Kapfenberger SV                                                            | 0:2 (0:0)                                                                  |
|            | Torschützen:                                                              | Torschützen:                                                              | Torschützen:                                                              | 0:1 (68.) Pavlov, 0:2 (90.) Wendler                                        | 0:1 (68.) Pavlov, 0:2 (90.) Wendler                                        | 0:1 (68.) Pavlov, 0:2 (90.) Wendler                                        | 0:1 (68.) Pavlov, 0:2 (90.) Wendler                                        |
| 20.04.2011 | BL                                                                        | –                                                                         | BL                                                                        | SK Rapid Wien                                                              | –                                                                          | SV Mattersburg                                                             | 2:0 (1:0)                                                                  |
|            | Torschützen:                                                              | Torschützen:                                                              | Torschützen:                                                              | 1:0 (10.) Vennegoor of Hesselink, 2:0 (89.) Katzer                         | 1:0 (10.) Vennegoor of Hesselink, 2:0 (89.) Katzer                         | 1:0 (10.) Vennegoor of Hesselink, 2:0 (89.) Katzer                         | 1:0 (10.) Vennegoor of Hesselink, 2:0 (89.) Katzer                         |
| 20.04.2011 | BL                                                                        | –                                                                         | BL                                                                        | SV Ried                                                                    | –                                                                          | SK Sturm Graz                                                              | 2:1 (1:0)                                                                  |
|            | Torschützen:                                                              | Torschützen:                                                              | Torschützen:                                                              | 1:0 (18.) Royer, 2:0 (90. +4) Hadžić, 2:1 (90. +4, Eigentor) Prettenthaler | 1:0 (18.) Royer, 2:0 (90. +4) Hadžić, 2:1 (90. +4, Eigentor) Prettenthaler | 1:0 (18.) Royer, 2:0 (90. +4) Hadžić, 2:1 (90. +4, Eigentor) Prettenthaler | 1:0 (18.) Royer, 2:0 (90. +4) Hadžić, 2:1 (90. +4, Eigentor) Prettenthaler |
| Legende:   | BL = Bundesliga (1. Leistungsstufe) – EL = Erste Liga (2. Leistungsstufe) | BL = Bundesliga (1. Leistungsstufe) – EL = Erste Liga (2. Leistungsstufe) | BL = Bundesliga (1. Leistungsstufe) – EL = Erste Liga (2. Leistungsstufe) | BL = Bundesliga (1. Leistungsstufe) – EL = Erste Liga (2. Leistungsstufe)  | BL = Bundesliga (1. Leistungsstufe) – EL = Erste Liga (2. Leistungsstufe)  | BL = Bundesliga (1. Leistungsstufe) – EL = Erste Liga (2. Leistungsstufe)  | BL = Bundesliga (1. Leistungsstufe) – EL = Erste Liga (2. Leistungsstufe)  |

## Semifinale
Spieltermin für die beiden Semifinals ist der 3. und 4. Mai 2011.

### Ergebnisse im Semifinale
| Datum      | Liga | Liga | Liga | Heimmannschaft | | Gastmannschaft | Ergebnis |
| ---------- | --- | --- | --- | --- | --- | --- | --- |
| 03.05.2011 | BL | – | EL | Kapfenberger SV | – | SC Austria Lustenau | 1:2 (1:2) |
|            | Torschützen: | Torschützen: | Torschützen: | 0:1 (15.) Roth, 0:2 (35.) Boller, 1:2 (38.) Schönberger                                                                             | 0:1 (15.) Roth, 0:2 (35.) Boller, 1:2 (38.) Schönberger                                                                             | 0:1 (15.) Roth, 0:2 (35.) Boller, 1:2 (38.) Schönberger                                                                             | 0:1 (15.) Roth, 0:2 (35.) Boller, 1:2 (38.) Schönberger                                                                             |
| 04.05.2011 | BL | – | BL | SV Ried | – | SK Rapid Wien | 2:1 (0:1) |
|            | Torschützen: | Torschützen: | Torschützen: | 0:1 (36.) Salihi, 1:1 (72.) Hammerer, 2:1 (83.) Lexa                                                                                | 0:1 (36.) Salihi, 1:1 (72.) Hammerer, 2:1 (83.) Lexa                                                                                | 0:1 (36.) Salihi, 1:1 (72.) Hammerer, 2:1 (83.) Lexa                                                                                | 0:1 (36.) Salihi, 1:1 (72.) Hammerer, 2:1 (83.) Lexa                                                                                |
| Legende:   | BL = Bundesliga (1. Leistungsstufe) – EL = Erste Liga (2. Leistungsstufe) n. V. = nach Verlängerung – n. E. = nach Elfmeterschießen | BL = Bundesliga (1. Leistungsstufe) – EL = Erste Liga (2. Leistungsstufe) n. V. = nach Verlängerung – n. E. = nach Elfmeterschießen | BL = Bundesliga (1. Leistungsstufe) – EL = Erste Liga (2. Leistungsstufe) n. V. = nach Verlängerung – n. E. = nach Elfmeterschießen | BL = Bundesliga (1. Leistungsstufe) – EL = Erste Liga (2. Leistungsstufe) n. V. = nach Verlängerung – n. E. = nach Elfmeterschießen | BL = Bundesliga (1. Leistungsstufe) – EL = Erste Liga (2. Leistungsstufe) n. V. = nach Verlängerung – n. E. = nach Elfmeterschießen | BL = Bundesliga (1. Leistungsstufe) – EL = Erste Liga (2. Leistungsstufe) n. V. = nach Verlängerung – n. E. = nach Elfmeterschießen | BL = Bundesliga (1. Leistungsstufe) – EL = Erste Liga (2. Leistungsstufe) n. V. = nach Verlängerung – n. E. = nach Elfmeterschießen |

## Endspiel

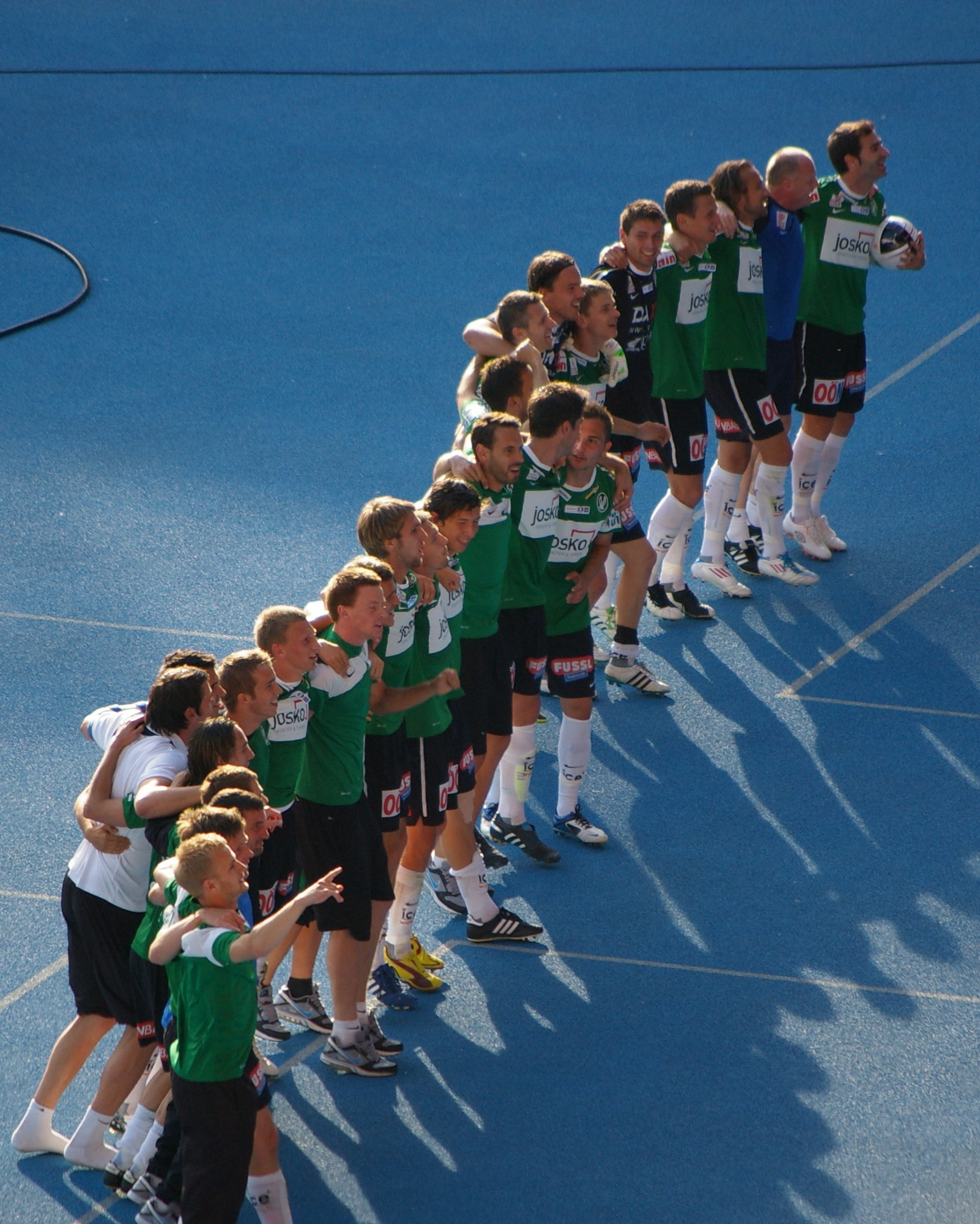
SV Ried Cupsieger 2011

Im Finale des ÖFB-Cups 2010/11 traf der Bundesligist SV Ried auf Erstligist SC Austria Lustenau. Das Finale fand am 29. Mai 2011 im Wiener Ernst-Happel-Stadion statt. Der Sieger ist für die 3. Qualifikationsrunde zur UEFA Europa League 2011/12 qualifiziert.
Die SV Ried gewann das Spiel nach 90 Minuten mit 2:0 und ist somit Cupsieger.
Für die Rieder ist es nach dem Cupsieg 1998 die zweite Finalteilnahme. Austria Lustenau erreichte zum ersten Mal in der Clubgeschichte und als erster Club aus Vorarlberg ein Cup-Endspiel.
Während Ried auf dem Weg ins Finale neben Titelverteidiger Sturm Graz (Viertelfinale) auch die Bundesligisten Rapid (Halbfinale) und LASK (Achtelfinale) ausgeschaltet hat, bezwang Lustenau unter anderem Rekord-Cupsieger Austria Wien (Viertelfinale) und Kapfenberg (Halbfinale).
Mit SV Ried und Austria Lustenau stehen sich erstmals in der ÖFB-Cup-Geschichte zwei Teams gegenüber, von denen nicht zumindest einer aus einer der fünf größten österreichischen Städte – Wien, Graz, Linz, Salzburg oder Innsbruck – kommt.

### Ergebnis des Endspiels
| Paarung             | SV Ried – SC Austria Lustenau |
| Ergebnis            | 2:0 (1:0) |
| Datum               | 29. Mai 2011 um 16:30 Uhr |
| Stadion             | Ernst-Happel-Stadion, Wien |
| Zuschauer           | 14.500 |
| Schiedsrichter      | Manfred Krassnitzer (Österreich) |
| Tore                | 1:0 Hammerer (41.), 2:0 Hammerer (67.) |
| SV Ried             | Thomas Gebauer – Martin Stocklasa, Oliver Glasner , Jan-Marc Riegler (63. Mark Prettenthaler) – Ewald Brenner, Florian Mader, Thomas Schrammel – Stefan Lexa, Iván Carril Regueiro (81. Anel Hadžić), Daniel Royer – Markus Hammerer (89. Ignacio Rodríguez Ortiz) Cheftrainer: Paul Gludovatz |
| SC Austria Lustenau | Alexander Kofler – Benedikt Zech, Christoph Stückler, Jürgen Kampel, Danilo Teodoro Soares – Harald Dürr , Mario Leitgeb (71. Dominik Rotter) – Danijel Micic, Felix Roth – Sascha Boller (88. Manuel Honeck) – Dursun Karatay (70. Gerald Krajic) Cheftrainer: Edmund Stöhr                   |
| Gelbe Karten        | Lexa – Dürr, Kampel, Krajic |

## Torschützentabelle
Endstand vom 29. Mai 2011
| Rang | Tore | Spiele | Name                 | Land        | Verein              |
| ---- | ---- | ------ | -------------------- | ----------- | ------------------- |
| 01   | 6    | 5      | Hamdi Salihi         | Albanien    | SK Rapid Wien       |
| 02   | 4    | 3      | Herwig Drechsel      | Österreich  | SV Grödig           |
| 0    | 4    | 4      | Marko Stanković      | Österreich  | FK Austria Wien     |
| 0    | 4    | 5      | Iván Carril Regueiro | Spanien     | SV Ried             |
| 0    | 4    | 4      | Felix Roth           | Deutschland | SC Austria Lustenau |
| 06   | 3    | 3      | Thomas Salamon       | Österreich  | SV Mattersburg      |
| 0    | 3    | 2      | Christoph Knaller    | Österreich  | 1. SC Sollenau      |
| 0    | 3    | 3      | Daniel Schütz        | Österreich  | SCR Altach          |
| 0    | 3    | 2      | Dominik Maschutznig  | Österreich  | ASK Voitsberg       |
| 0    | 3    | 2      | Markus Unterrainer   | Österreich  | FC Kufstein         |
| 0    | 3    | 2      | Klodian Duro         | Albanien    | LASK Linz           |
| 0    | 3    | 5      | Markus Hammerer      | Österreich  | SV Ried             |

## Wettspielleitungen
Endstand vom 29. Mai 2011
| Name                                                                                               | Quali- fikation        | Landes- verband        | Spiele                 |      |      |      | Elf- meter | Anmerkung |
| -------------------------------------------------------------------------------------------------- | ---------------------- | ---------------------- | ---------------------- | ---- | ---- | ---- | ---------- | --------- |
| Gerhard Grobelnik                                                                                  | FIFA                   | W                      | 3                      | 16   | 0    | 0    | 0          |           |
| Markus Hameter                                                                                     | BL                     | NÖ                     | 3                      | 09   | 0    | 0    | 1          |           |
| Alexander Harkam                                                                                   | BL                     | ST                     | 3                      | 12   | 0    | 0    | 0          |           |
| Andreas Heiß                                                                                       | EL                     | T                      | 3                      | 18   | 0    | 0    | 0          |           |
| Manfred Krassnitzer                                                                                | BL                     | K                      | 3                      | 15   | 0    | 0    | 0          |           |
| Harald Lechner                                                                                     | FIFA                   | W                      | 3                      | 13   | 0    | 0    | 1          |           |
| Thomas Prammer                                                                                     | BL                     | OÖ                     | 3                      | 20   | 3    | 0    | 1          |           |
| Manuel Schüttengruber                                                                              | BL                     | OÖ                     | 3                      | 11   | 0    | 1    | 0          |           |
| Bernhard Brugger                                                                                   | FIFA                   | S                      | 2                      | 07   | 0    | 0    | 0          |           |
| Christian Dintar                                                                                   | BL                     | B                      | 2                      | 04   | 0    | 0    | 2          |           |
| Dietmar Drabek                                                                                     | BL                     | OÖ                     | 2                      | 10   | 0    | 0    | 1          |           |
| Bernd Eigler                                                                                       | RL                     | ST                     | 2                      | 01   | 0    | 0    | 0          |           |
| Bernd Hirschbichler                                                                                | EL                     | S                      | 2                      | 09   | 1    | 1    | 0          |           |
| Louis Hofmann                                                                                      | BL                     | S                      | 2                      | 11   | 0    | 0    | 0          |           |
| Christopher Jäger                                                                                  | RL                     | S                      | 2                      | 08   | 0    | 0    | 0          |           |
| Andreas Kollegger                                                                                  | EL                     | ST                     | 2                      | 08   | 0    | 0    | 2          |           |
| Thorsten Obwurzer                                                                                  | RL                     | K                      | 2                      | 05   | 0    | 0    | 0          |           |
| Benjamin Steuer                                                                                    | EL                     | B                      | 2                      | 15   | 2    | 0    | 1          |           |
| Senad Cerimagic                                                                                    | RL                     | NÖ                     | 1                      | 12   | 0    | 0    | 0          |           |
| Thomas Einwaller                                                                                   | FIFA                   | T                      | 1                      | 05   | 0    | 0    | 0          |           |
| René Eisner                                                                                        | FIFA                   | ST                     | 1                      | 04   | 0    | 0    | 0          |           |
| Andreas Feichtinger                                                                                | RL                     | OÖ                     | 1                      | 09   | 0    | 0    | 1          |           |
| Alain Hoxha                                                                                        | RL                     | W                      | 1                      | 03   | 0    | 0    | 1          |           |
| Richard Hübler                                                                                     | RL                     | ST                     | 1                      | 01   | 0    | 0    | 0          |           |
| Dieter Muckenhammer                                                                                | EL                     | OÖ                     | 1                      | 05   | 0    | 0    | 0          |           |
| Dominik Ouschan                                                                                    | EL                     | V                      | 1                      | 05   | 0    | 0    | 0          |           |
| Paul Pethö                                                                                         | RL                     | B                      | 1                      | 09   | 0    | 1    | 2          |           |
| Andreas Rothmann                                                                                   | RL                     | OÖ                     | 1                      | 05   | 0    | 0    | 0          |           |
| Harald Ruiss                                                                                       | EL                     | W                      | 1                      | 05   | 0    | 0    | 1          |           |
| Tanja Schett                                                                                       | EL                     | K                      | 1                      | 03   | 0    | 0    | 1          |           |
| Norbert Schwab                                                                                     | RL                     | S                      | 1                      | 04   | 1    | 0    | 1          |           |
| Andreas Staudinger                                                                                 | RL                     | T                      | 1                      | 06   | 0    | 2    | 0          |           |
| Christian Trunner                                                                                  | RL                     | NÖ                     | 1                      | 03   | 0    | 0    | 0          |           |
| Albert Wandl                                                                                       | RL                     | B                      | 1                      | 03   | 0    | 0    | 0          |           |
| Julian Weinberger                                                                                  | RL                     | W                      | 1                      | 03   | 0    | 1    | 0          |           |
| Matthias Winsauer                                                                                  | RL                     | V                      | 1                      | 03   | 0    | 0    | 0          |           |
| Andreas Witschnigg                                                                                 | RL                     | K                      | 1                      | 02   | 0    | 0    | 0          |           |
| Gesamt                                                                                             | Gesamt                 | Gesamt                 | 63                     | 282  | 7    | 6    | 16         |           |
| Durchschnitt pro Spiel                                                                             | Durchschnitt pro Spiel | Durchschnitt pro Spiel | Durchschnitt pro Spiel | 4.48 | 0.11 | 0.10 | 0.25       |           |
| Legende: FIFA = FIFA-Kader / BL = Bundesligakader / EL = Erste Liga-Kader / RL = Regionalligakader |                        |                        |                        |      |      |      |            |           |